# 豐田Yaris
豐田Yaris（Toyota Yaris）在日本市場的舊稱為Vitz（ヴィッツ），中國市場則譯作雅力士，是豐田自1999年開始生產的次緊湊型車（主要為掀背車）。自第三代Yaris（2010年）開始分為日歐規與亞太規（新興市場）兩款車型，分別設計為不同的市場定位打造，除了採同一名稱外已是整體相異的車款。
「Yaris」的名稱來自卡里特斯（Charites）的單數型「Charis」，卡里特斯是希臘神話中代表美麗與魅力的三個女神。

## 第一代（XP10，1999–2005）
第一代XP10系列Vitz由欧洲丰田ED2工作室的希腊裔设计师Sotiris Kovos设计，在1998年巴黎车展上首次亮相。
1999年10月引入澳洲时，使用了 "Toyota Echo "的名称，2003年在加拿大发布2004年车型时也是如此。
"Echo "和 "Yaris "的名称也用于日本市场丰田Platz轿车的出口版本，在北美也有双门轿车，通常与掀背车一起销售，并作为单一车系销售。Vitz和Platz之间共同的外观面板仅限于前门，但由于Vitz和Platz使用相同的平台设计，机械装置基本相同，两者共享一个共同的仪表板模块。Vitz没有采用传统的模拟仪表，而是采用了数字仪表，安装在仪表盘中央的 "吊舱 "中（除去加拿大市场中，丰田选择安装一个传统的速度表，仍然安装在仪表板的中央）。从1999年下半年开始，新推出了"Yaris Verso "或 "Echo Verso"版本，并在一些出口市场销售。Verso版基于日本市场的"丰田Fun Cargo"，一款MPV车型。Verso MPV采用了与Vitz相同的底盘，但内部空间更为宽敞。
后来成为XP10系列的车型早在1997年的法兰克福车展上以概念车的形式展出。这款名为 "Funtime" 的概念车是在丰田修平的领导下开发的，他还委托丰田基于同一平台开发了另外两款车型："Fun Coupe "和 "Fun Cargo"，即即将推出的量产车型Fun Cargo的前身。在布鲁塞尔的丰田欧洲创意办公室（EPOC）设计了 "Fun项目 "的造型，该项目被称为 "Fun项目"，旨在强调共享平台工程的多功能性。这些概念车演变成了新基本车（NBC）项目，每个独立的NBC车型都被指定了一个编号，以Vitz三门车为例是NBC1。Vitz这个名字是德语Witz的音译英译拼法，意思是 "机智"（然而，它在当代德语中的主要意思是"诙谐的笑话"）。
丰田声称，Yaris这个取自古希腊神话的名字（美貌和魅力女神Charis）"意在传达欧洲印象"，而Echo则意表"回声"。
最初发布的车型配备1.0L直列四缸DOHC 16气门的1SZ-FE（70PS）发动机，仅有一款车型。直接竞争对手是福特Ka等车型所属的A级车市场，并与Platts Fun Cargo一起获得了1999年-2000年日本年度最佳汽车奖（这是丰田汽车史上第一款获得三连冠的车型）。它还获得了欧洲年度最佳汽车奖。 这款车的销量超过了之前一直以来销量第一的卡罗拉轿车，成为了在日本国内和国外都有影响力的车型。
该车内饰和外观除了部分档次和转速表版本有数字式中控表外，其他都采用了圆润新颖的设计。仪表盘上有一个类似烟灰缸的盒子，其实是一个硬币箱。
2003年，第二代中期改款Vitz发布，采用了不同的保险杠和 "水滴 "前灯。

### 安全
欧洲NCAP在2000年对配备双气囊的XP10系列进行了碰撞测试，对该车的成人乘员保护评分为29分（37分），即4星中的4星。行人评分（2002年前）为13分，即4星中的2分。
2004年7月，ANCAP对XP10只安装了驾驶员安全气囊的单气囊车型进行了测试，结果为37分中的23.64分，即5星中的3分。
2010年版莫纳什大学的二手车安全评级（UCSR），发现XP10在发生事故时对乘员的安全保护水平为 "差"（5星中的2分）。

### 市场

#### 欧洲

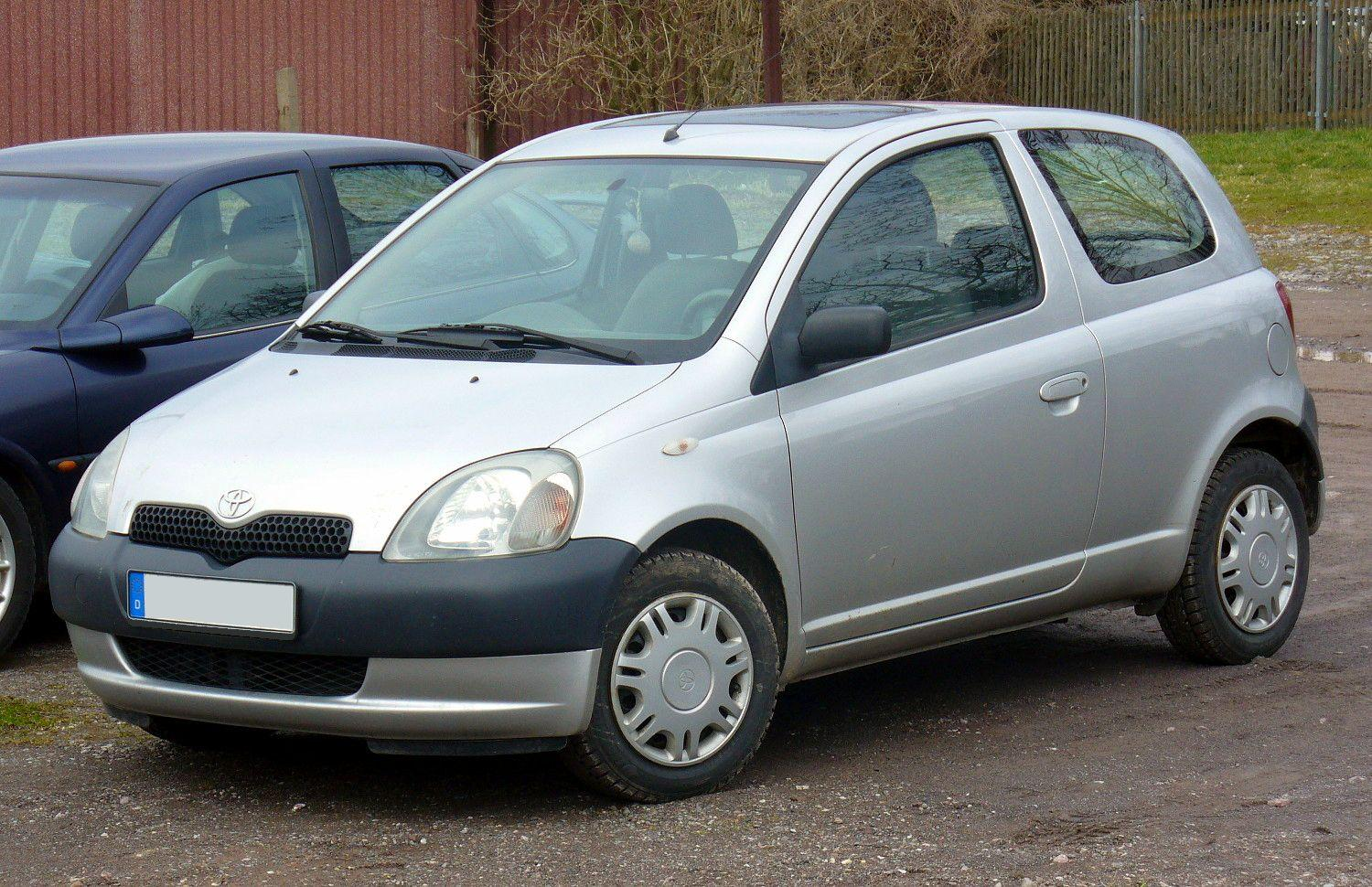
豐田Yaris（歐洲）

Vitz在欧洲被称为 "Yaris"，一开始是汽油动力直列四缸发动机，排量为1.0和1.3升，均采用丰田的VVT-i技术。
据称，采用先进的发动机管理系统，使1.0升发动机的性能相当于70马力（52千瓦）的1.4升发动机，同时保持低油耗和低排放。
2001年，通过增加安装1.5升发动机的性能版"T Sport"（相当于日本的Vitz "RS"），扩大了产品系列。
2002年3月后，该系列还增加了一款1.4升D4-D柴油发动机75马力（56千瓦）版本。
在大多数欧洲市场，Yaris比它所取代的Starlet更畅销。XP10在2000年被选为欧洲年度车，同时也被选为2000年Semperit爱尔兰年度车。
欧洲市场的Yaris还出口到以色列以及摩洛哥。

#### 亚洲
1999年1月13日，Vitz在日本上市，与同平台的普拉兹一起，通过经销商渠道进行零售。
"RS"版本于2000年10月推出。"RS"的特点是修改了前后保险杠、网状格栅、黑色的前大灯、前雾灯、侧裙和合金轮毂。
内饰升级包括，运动型前排座椅、真皮包裹的方向盘、真皮和镀铬的换挡杆，以及金属门槛防擦板。
"RS "有两款发动机可供选择，分别是1.3升84马力（63千瓦）2NZ-FE和1.5升110马力（82千瓦）1NZ-FE。在 "RS "上还安装了更强大的刹车和更坚固的悬挂校准。
第二次中期改款的Vitz RS由丰田赛车发展公司（TRD）主要针对日本国内市场进行改装，并配备了IHI Rhf4涡轮增压器和0.5巴（7.3 psi）增压。
限量生产，TRD调校的 "RS "搭载1.5升发动机，输出148马力（110千瓦），0-100公里/小时（0-62英里/小时）加速时间为7.9秒。

#### 中國大陸

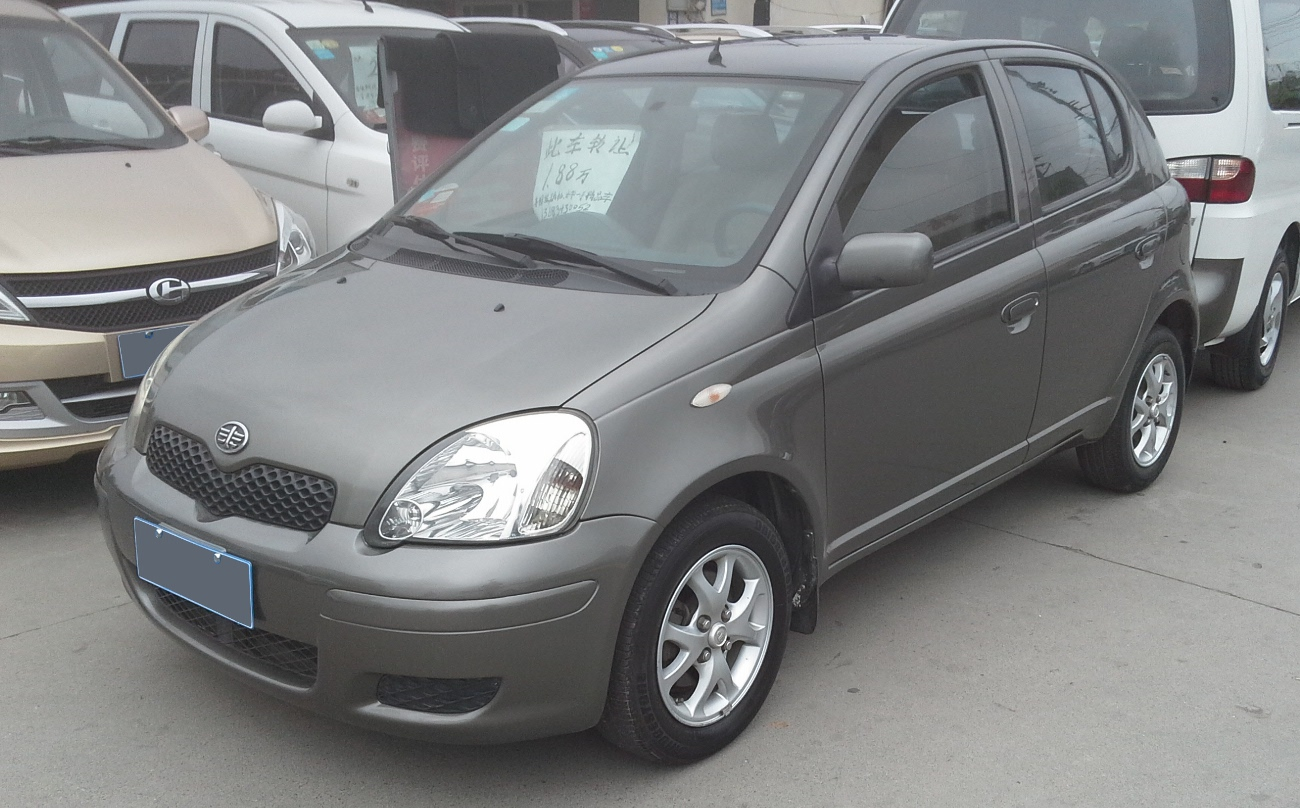
夏利威姿（中國）

该车款在中国大陆地区由天津一汽夏利汽车生产，以Vizi（威姿）车型的身份上市，挂一汽夏利牌而非丰田标，搭载1SZ/8A发动机（1.0和1.3升发动机），直到2012年6月停产。

#### 北美

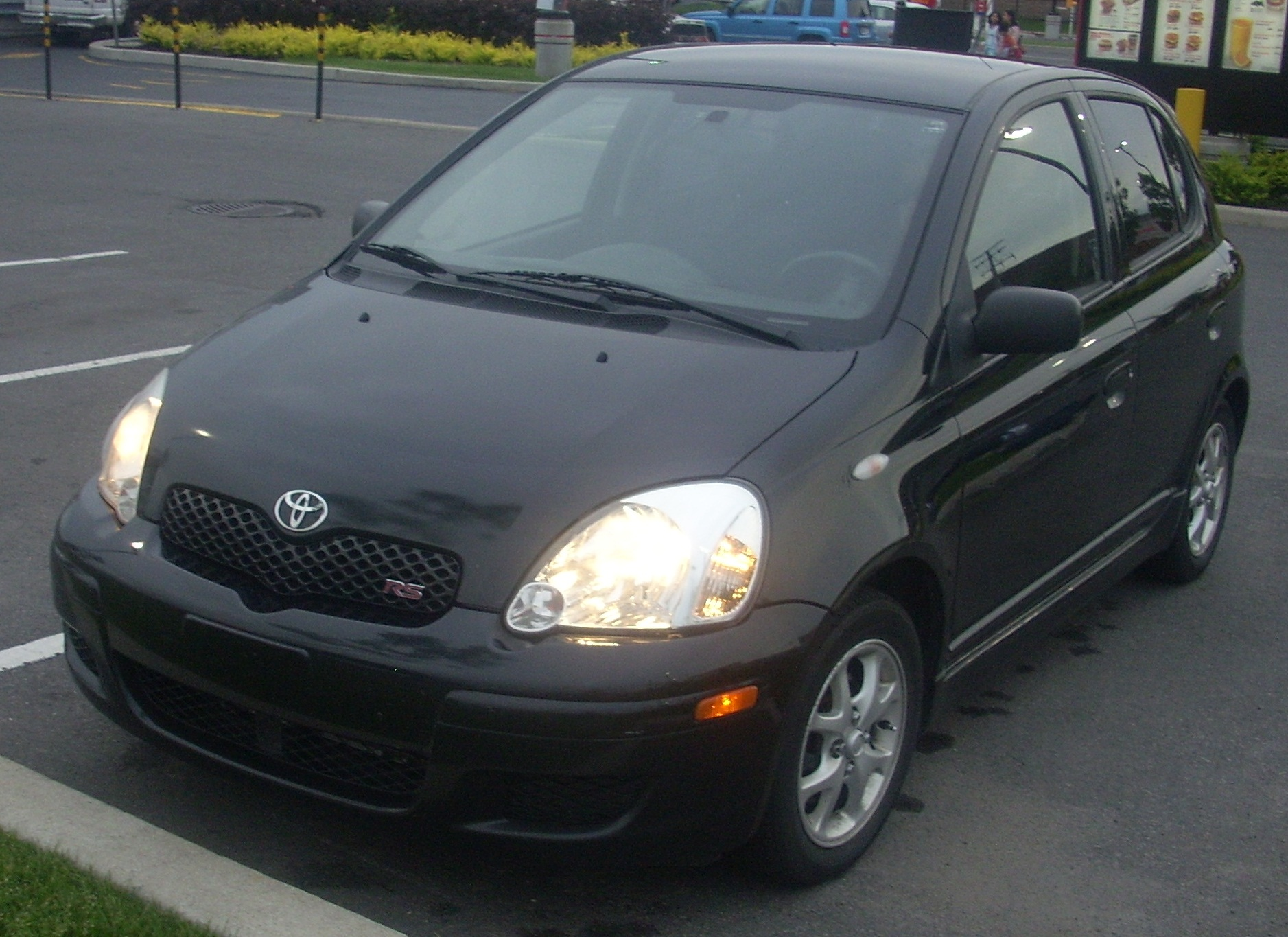
豐田Echo（北美）

Vitz直到2003年才在北美销售，2004年以 "Echo "的名义在加拿大上市。在此之前，加拿大仅有基于Platz的Echo轿车和双门跑车。由于轿车和轿跑车的销量高于美国，所以才在加拿大推出掀背车（三门和五门）。为了满足加拿大的安全要求，做了一些小的改动，如加大保险杠。Echo掀背车在加拿大提供了4种不同的车款，LE是标准版，有三门或五门车型。CE是经济版，只有三门版，没有电动转向、后雨刷或四路扬声器系统，而RS只有五门版，有空气动力学套件、铝合金轮毂、真皮包裹的方向盘和换挡旋钮以及运动座椅。

#### 澳洲

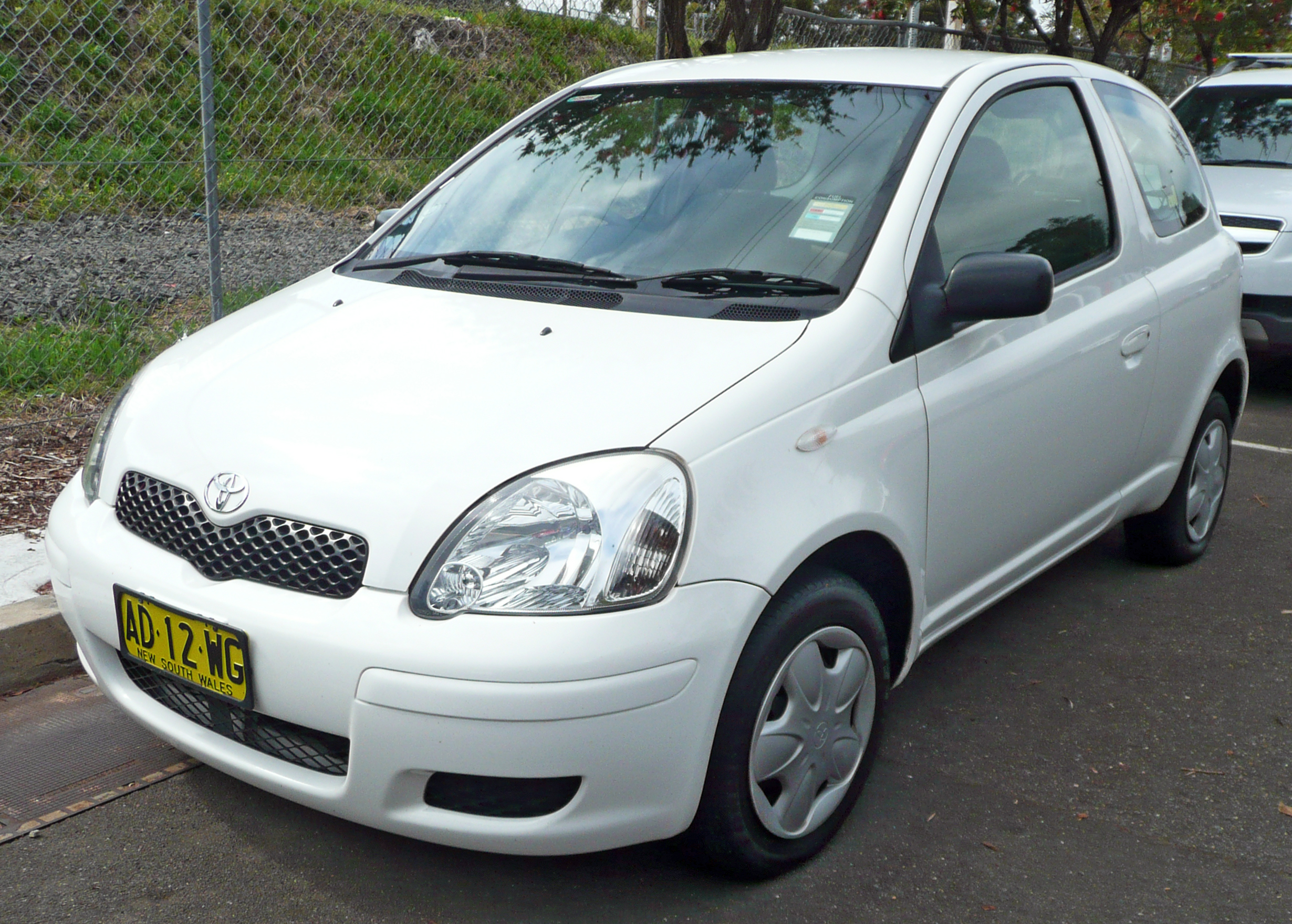
豐田Echo（澳洲）

XP10系列于1999年10月8日作为 "Echo "引入澳大利亚，取代了Starlet。
三门和五门掀背版车型，与四门丰田Platz衍生的Echo轿车一起销售。
澳大利亚市场的Echo掀背车由日本工厂提供，采用1.3升2NZ-FE发动机，标配五速手动变速箱，可选装四速自动变速箱。
基本款车型配备了驾驶员安全气囊和卡式录音机，但选装的安全包增加了副驾驶安全气囊和防抱死制动系统（ABS）。
2002年10月，动力转向系统成为标准装备。"Echo""Sportivo "于2001年3月推出，配备1.5升1NZ-FE发动机，仅配备手动变速器。
与其他市场上与Echo "Sportivo "相当的车型（日本的Vitz "RS "和欧洲的Yaris "T-Sport"）相比，澳大利亚的变型车以其本地开发的T-CAM（Toyota Conversions, Accessories and Motorsport）车身套件和降级的14英寸合金轮毂为特色。
改款后的掀背车系列于2003年3月开始销售。同时，价格下降，标准设备增加，包括空调、CD播放器和遥控无钥匙进入，但安全包作为选装件被全部删除。
因此，ANCAP于2004年7月对Echo进行了测试，并将其安全评级从4星降至3星。ANCAP此前的4星评级是基于欧洲NCAP进行的测试，该测试是在安装了副驾驶安全气囊的情况下进行的。
在重新评估后，丰田从2004年12月1日起在2005年车型上重新引入副驾安全气囊。
2005年6月，丰田澳大利亚推出了Echo "Rush "三门和五门车型。在基本型基础上加装的设备包括14英寸合金轮毂、前电动车窗和前雾灯。

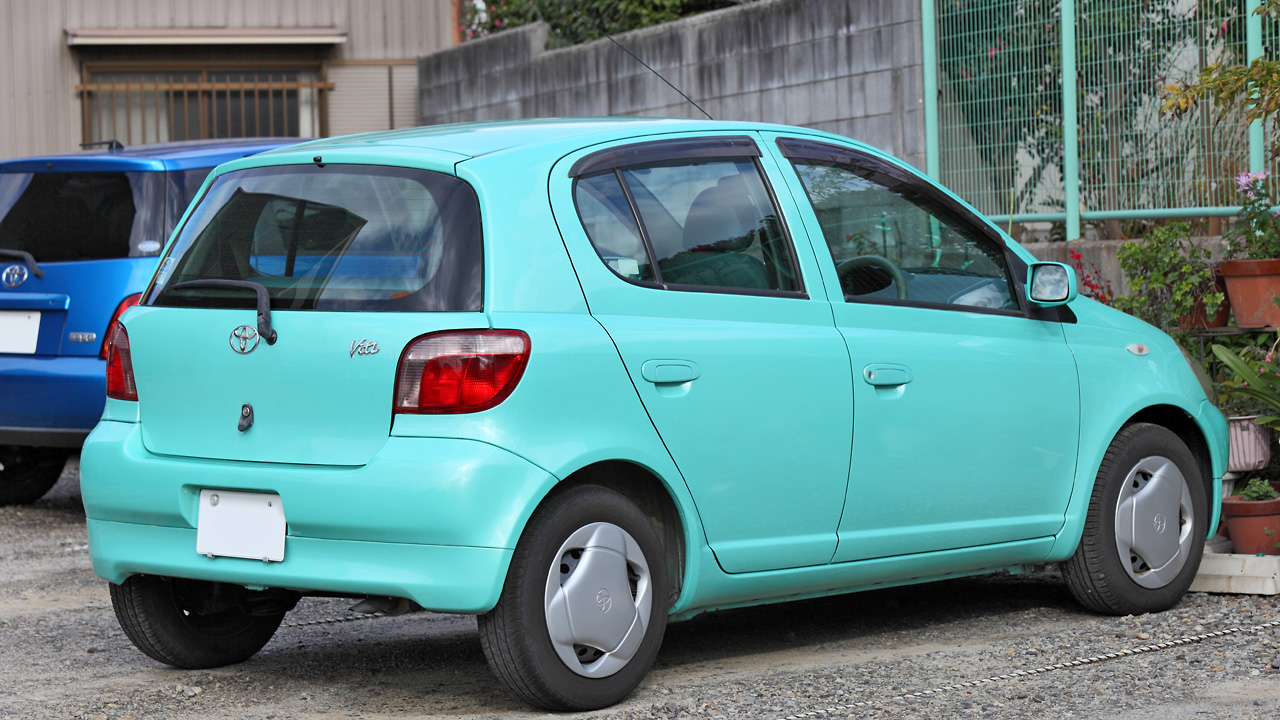
五門版後視圖（改款前）
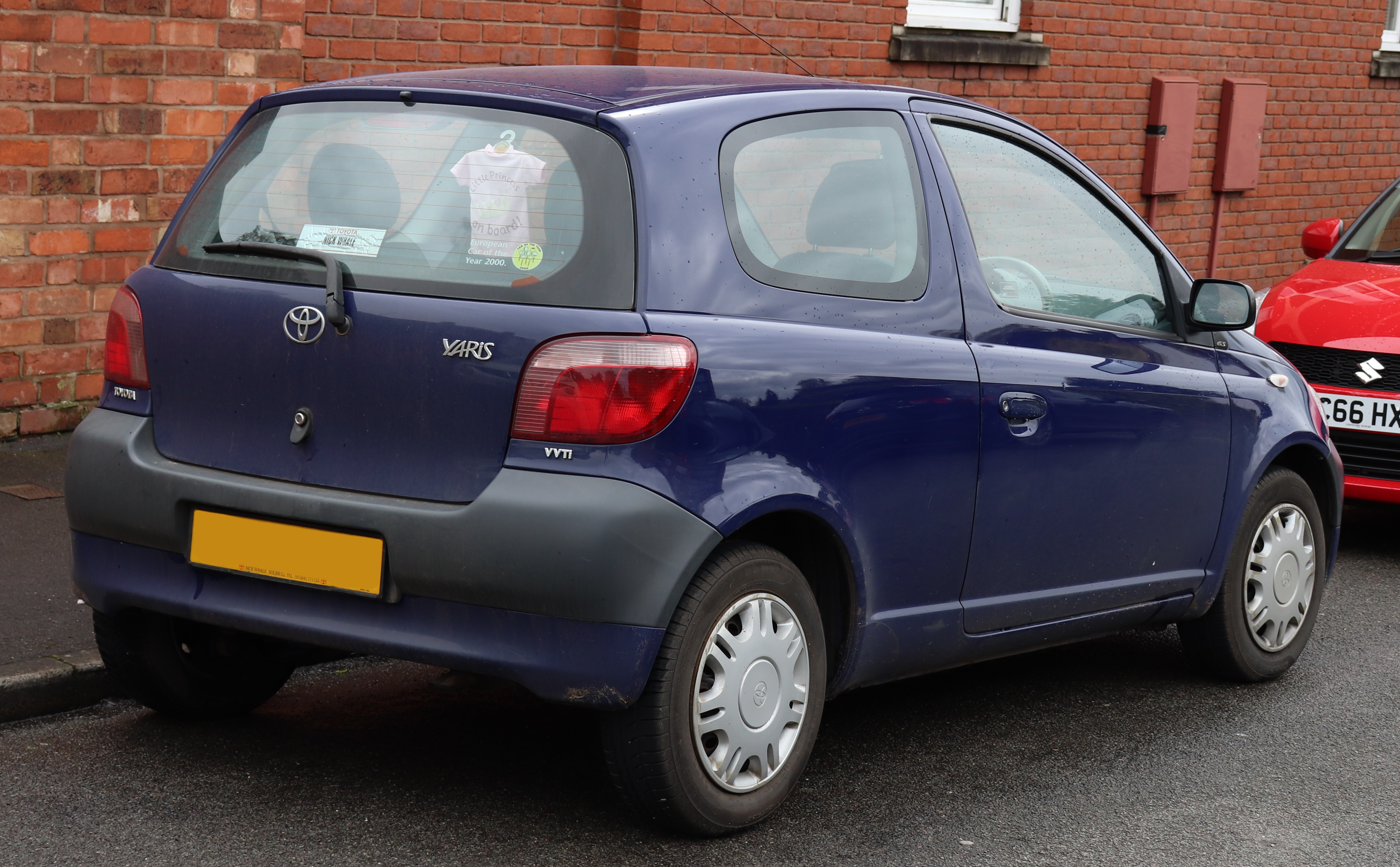
三門版後視圖（改款前）
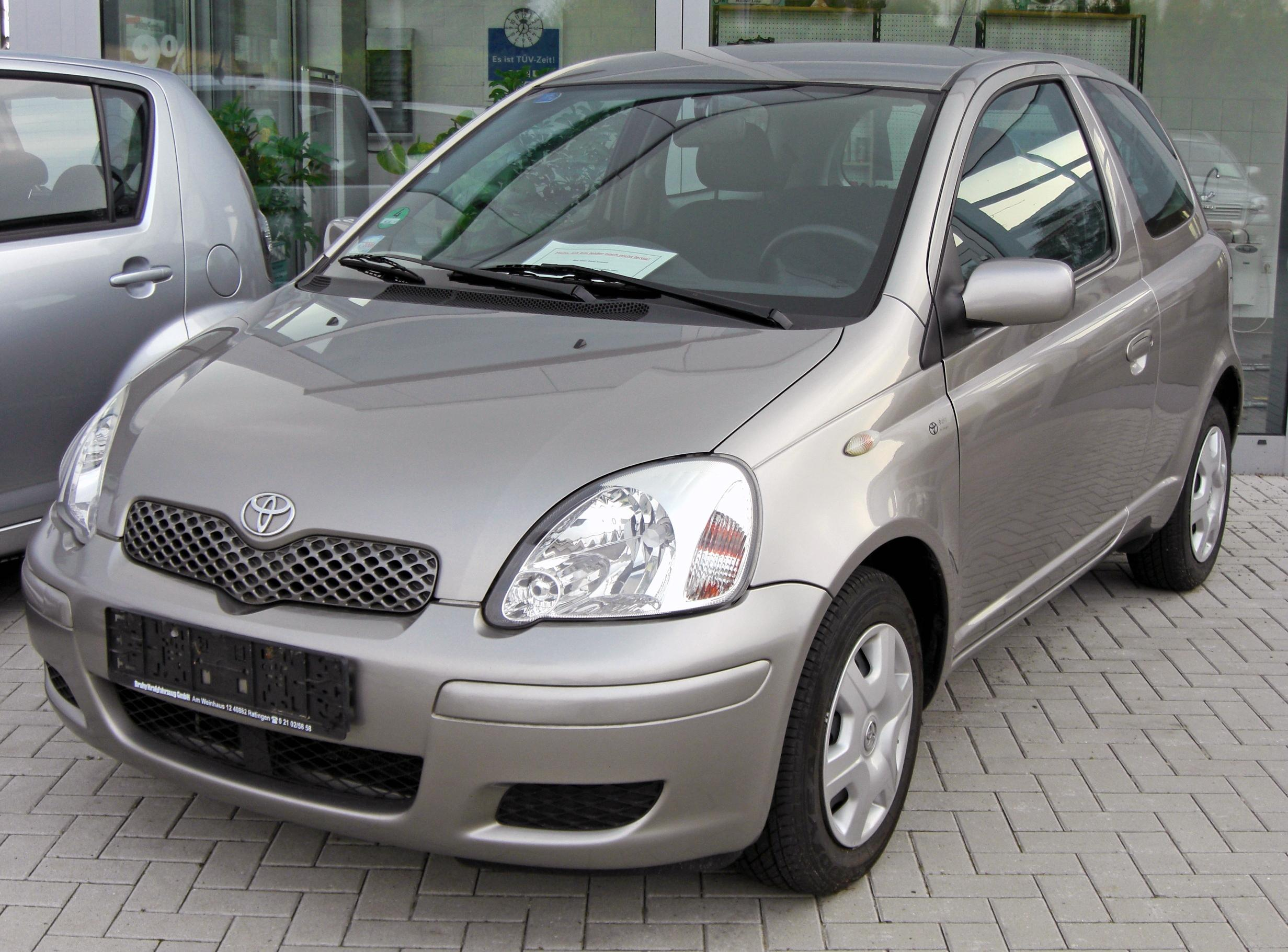
改款後
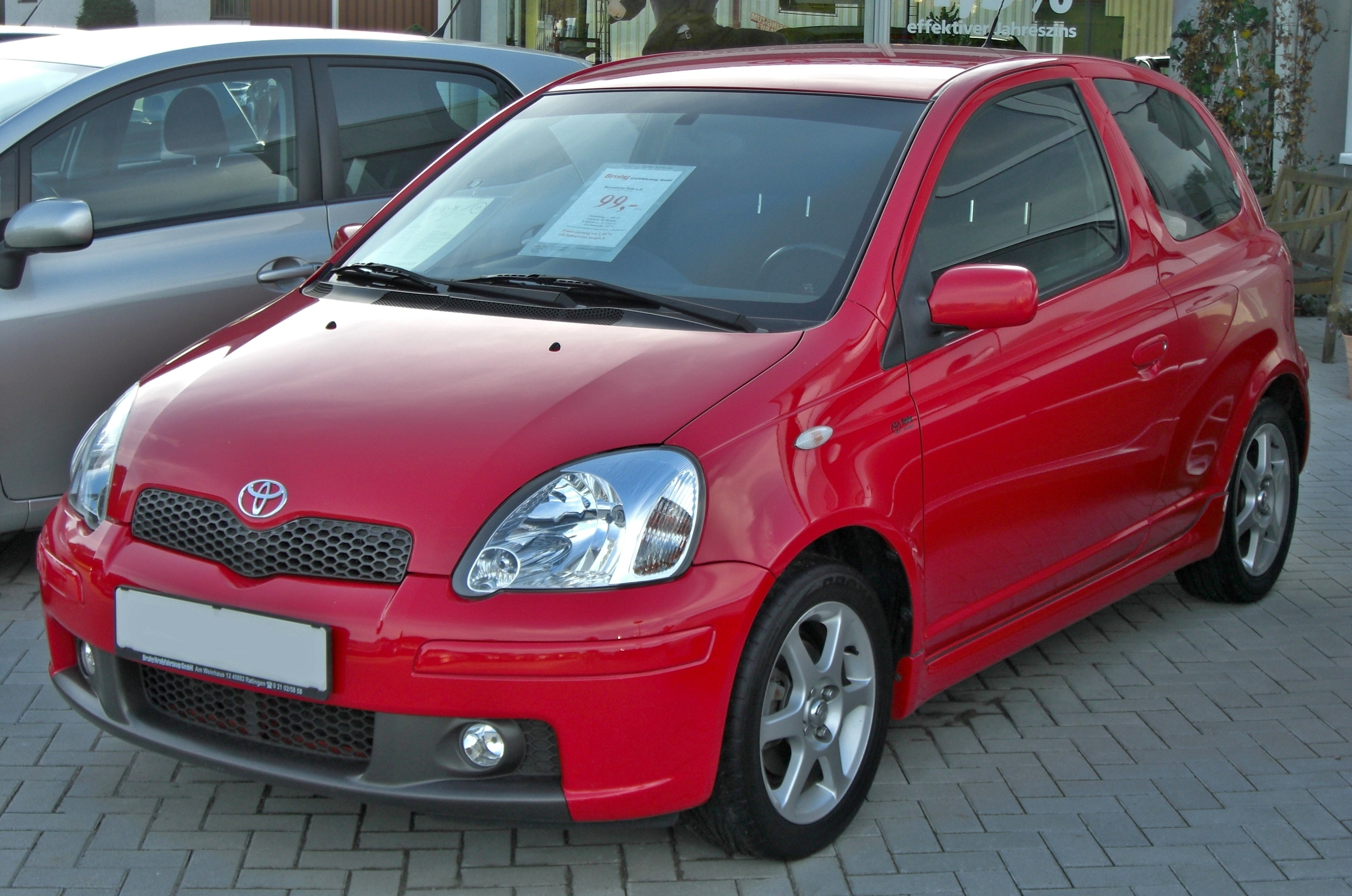
改款後的豐田Yaris TS三門版
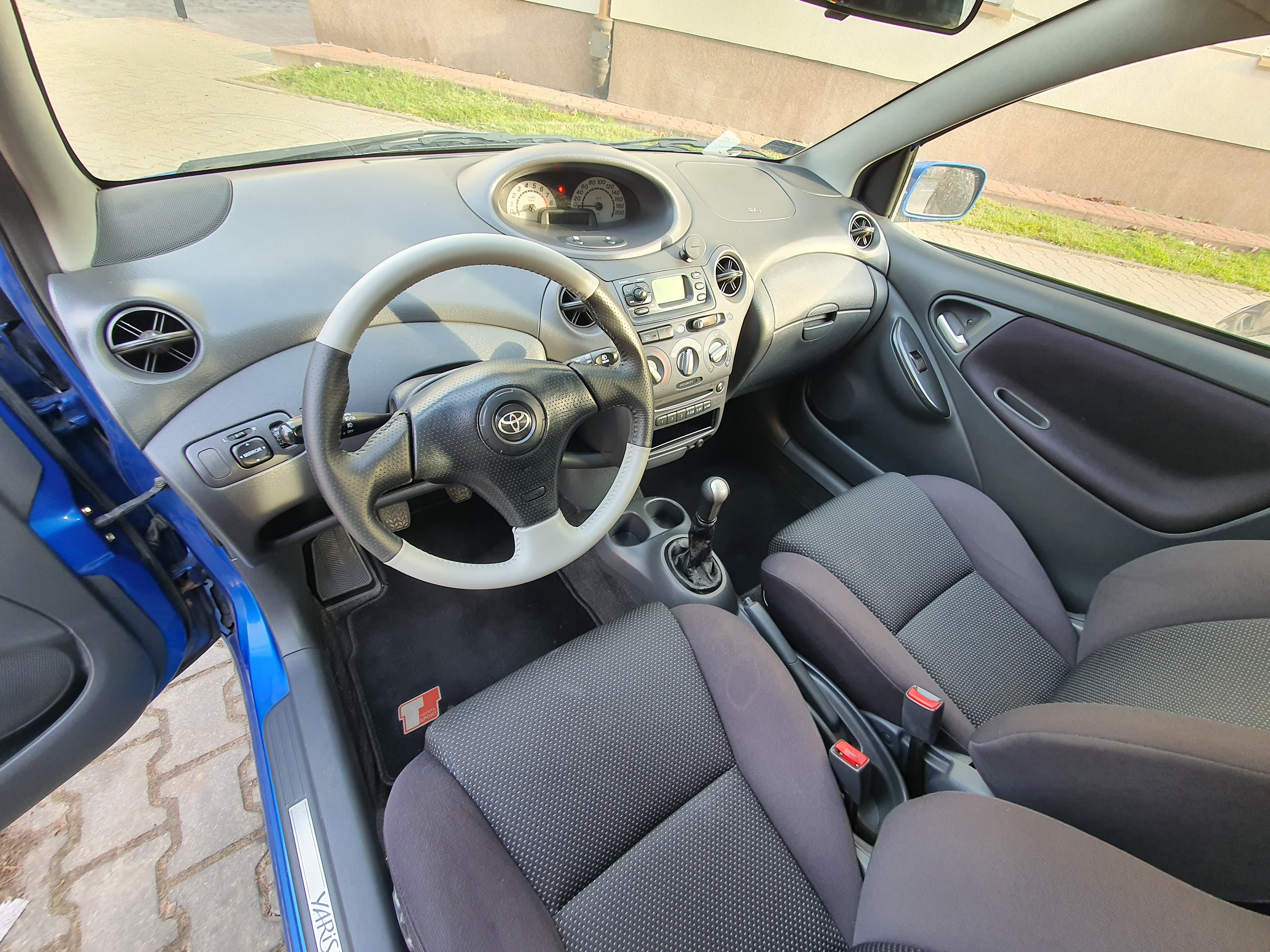
Yaris TS 内裝
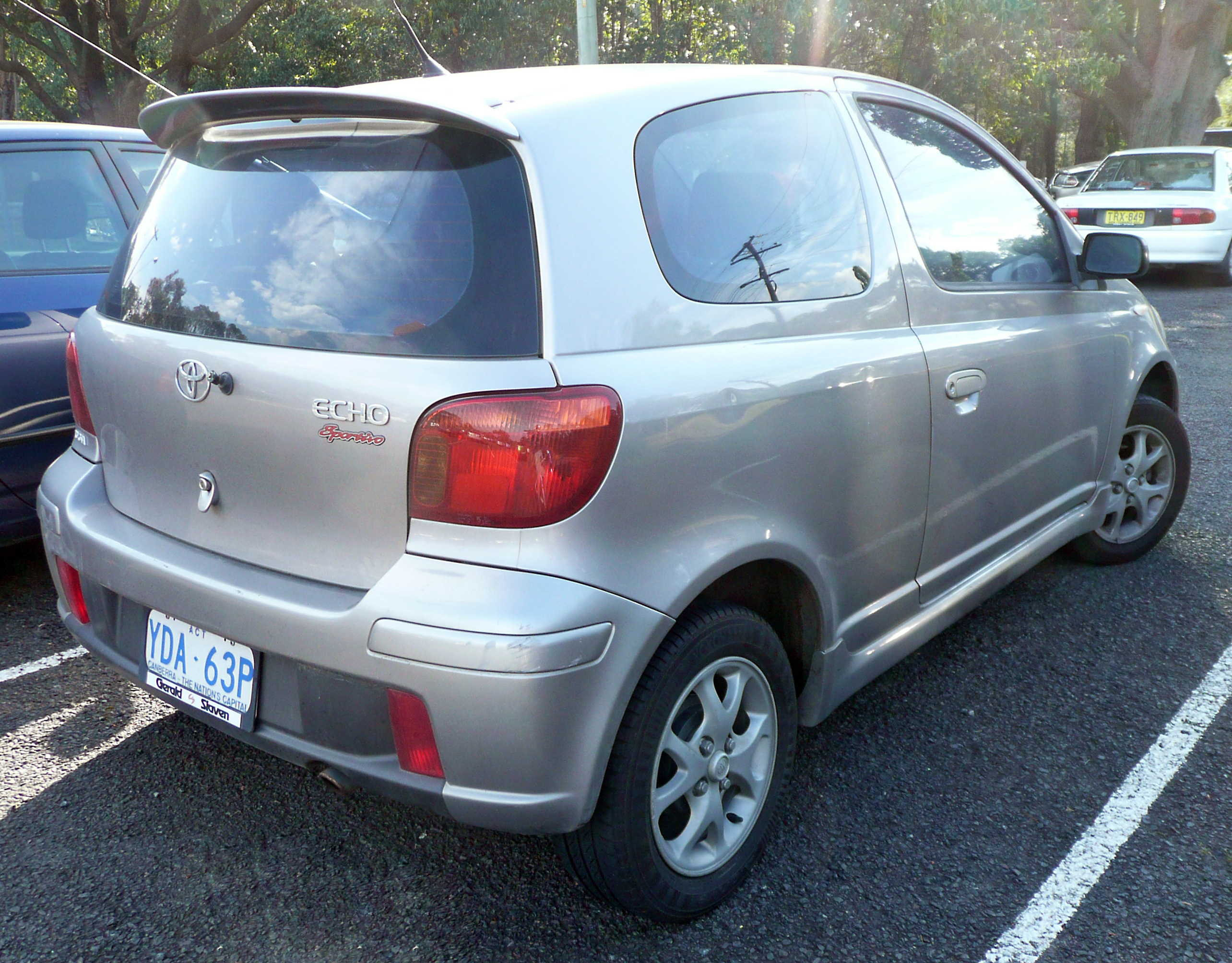
豐田Echo Sportivo三門版（改款）
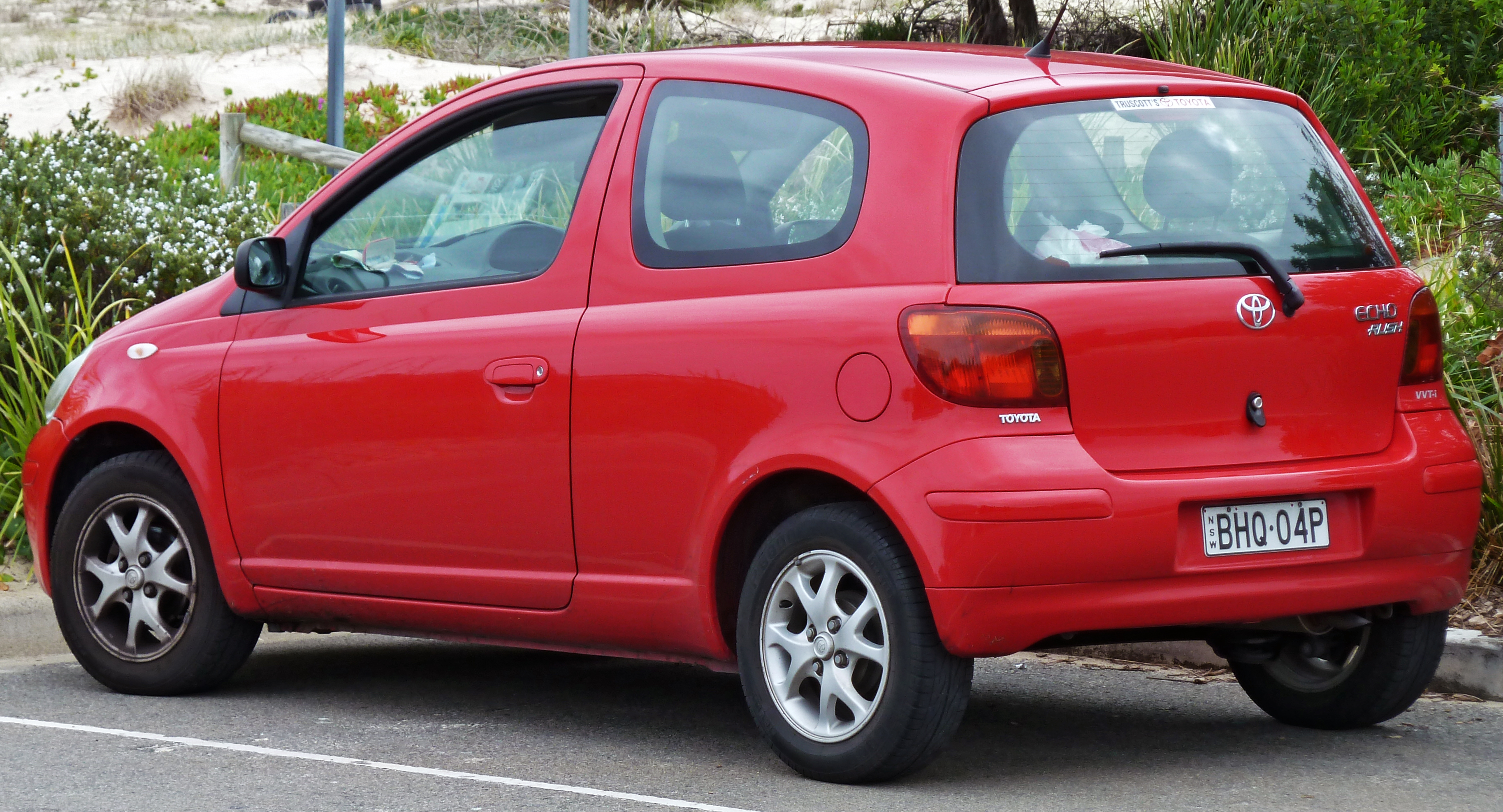
改款後的豐田Echo Rush三門版

- 第一代（掀背版）
- 第一代的兩門车型版（又名Echo）
- 第一代的4门车型版

## 第二代（XP90，2005–2010）
该车在全球絕大部份地區以雅力士（Yaris）的名义发行。
平台改款后，车身尺寸增加了1倍，整体宽度达到了1695毫米，几乎达到了5号车的上限。碰撞安全性也得到了明显提升，碰撞测试速度由之前的50km/h提升到55km/h，碰撞时刚性提升了20%左右。日版的徽章上有 "N"字的形状。从此以后，它就被应用到了内饰店专卖的车型上。日版和台版都只有5门版。日本以外的3门版继续发售。
另外该车分为前轮驱动和四轮驱动版，前驱版本搭载大发生产的1.0L直列三缸引擎、1.3L直列四缸引擎、1.5L直列四缸引擎，而四驱版则搭载大发生产的1.3L直列四缸引擎。
欧洲车型为1.8升引擎和1.4升涡轮增压柴油引擎可供选择，中國大陆發售车型则为1.6升引擎。带液力变矩器的CVT是标配变速箱，而运动级的RS车型上搭载了1.5升引擎和5速手动变速箱，四驱车型只配备了带液力变矩器的传统行星齿轮的4速自动变速箱。
部分配置上有无钥匙进入和启动系统。 支持无钥匙进入，用户可以通过携带智能钥匙，用门把手或开关来锁车、解锁，智慧启动时还可以通过发动机的一键开关来实现智慧启动。仪表只有模拟仪表，但Yaris也有数字仪表可供选择。外门把手由第一代的翻盖式改为握把式。早期的车型都配备了无线电控制时钟，但后期的车型已经不再配备，在第一代晚期车型之后，各个级别的车型都有LED尾部组合灯（仅刹车灯），但从第三代车型开始，LED尾部组合灯成为所有车型的标配。
2011年-2013年，该车在欧洲市场以大发Charade的名义销售。
这款车型在台湾销售至2014年8月新一代Yaris開放接單為止。
- 第二代的掀背版
- 第二代的4門版

## 第三代（XP130，2010–2020；XP150，2013–至今）
豐田自第三代起根據市場定位差異，推出了採用不同底盤的兩種版本Yaris（日歐規XP130、亞太規XP150）。

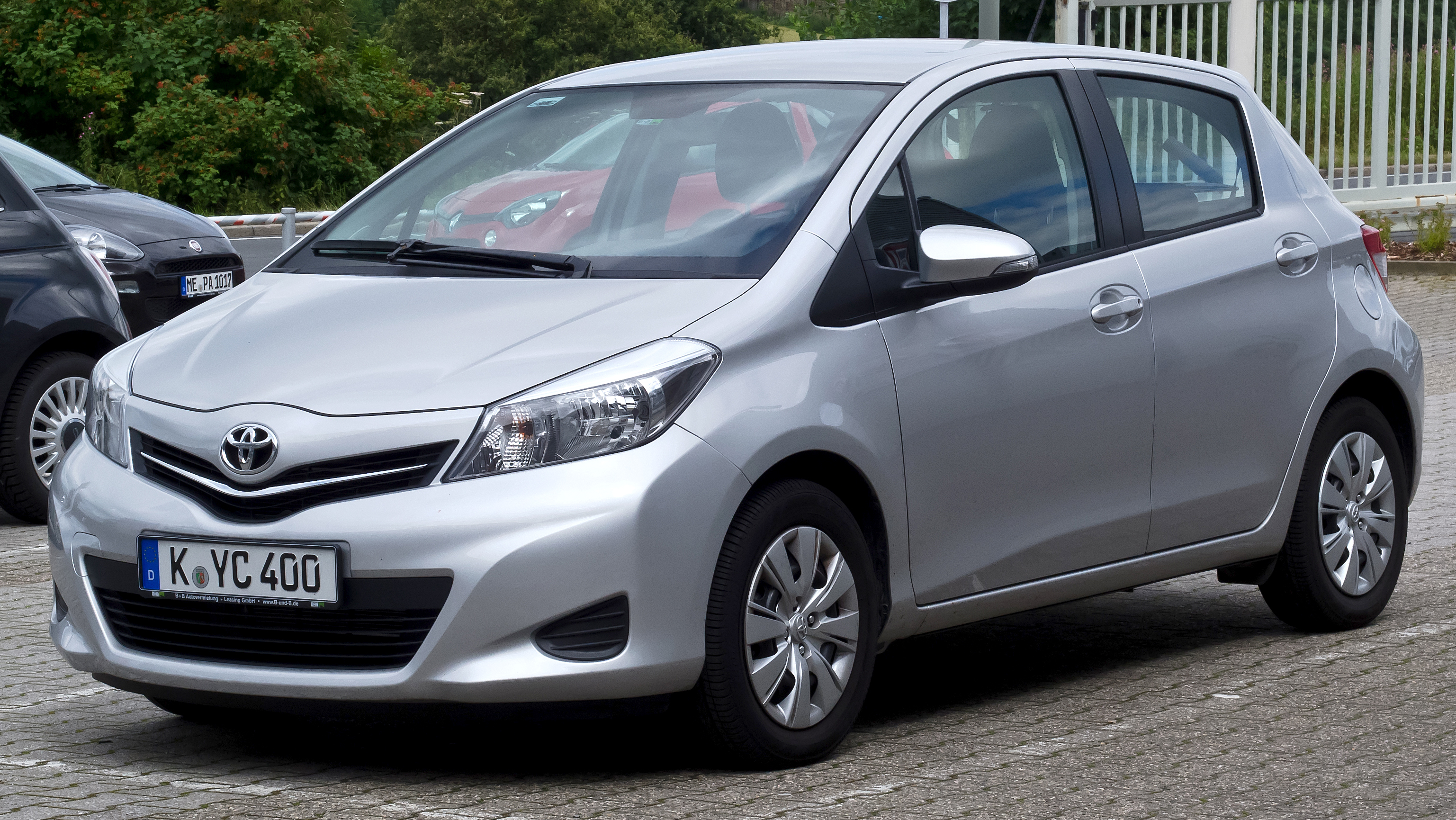
掀背版：日本至2020年；歐洲、加拿大和澳洲至2019年；南非和美國至2018年；大多數拉丁美洲和加勒比市場至2014年。
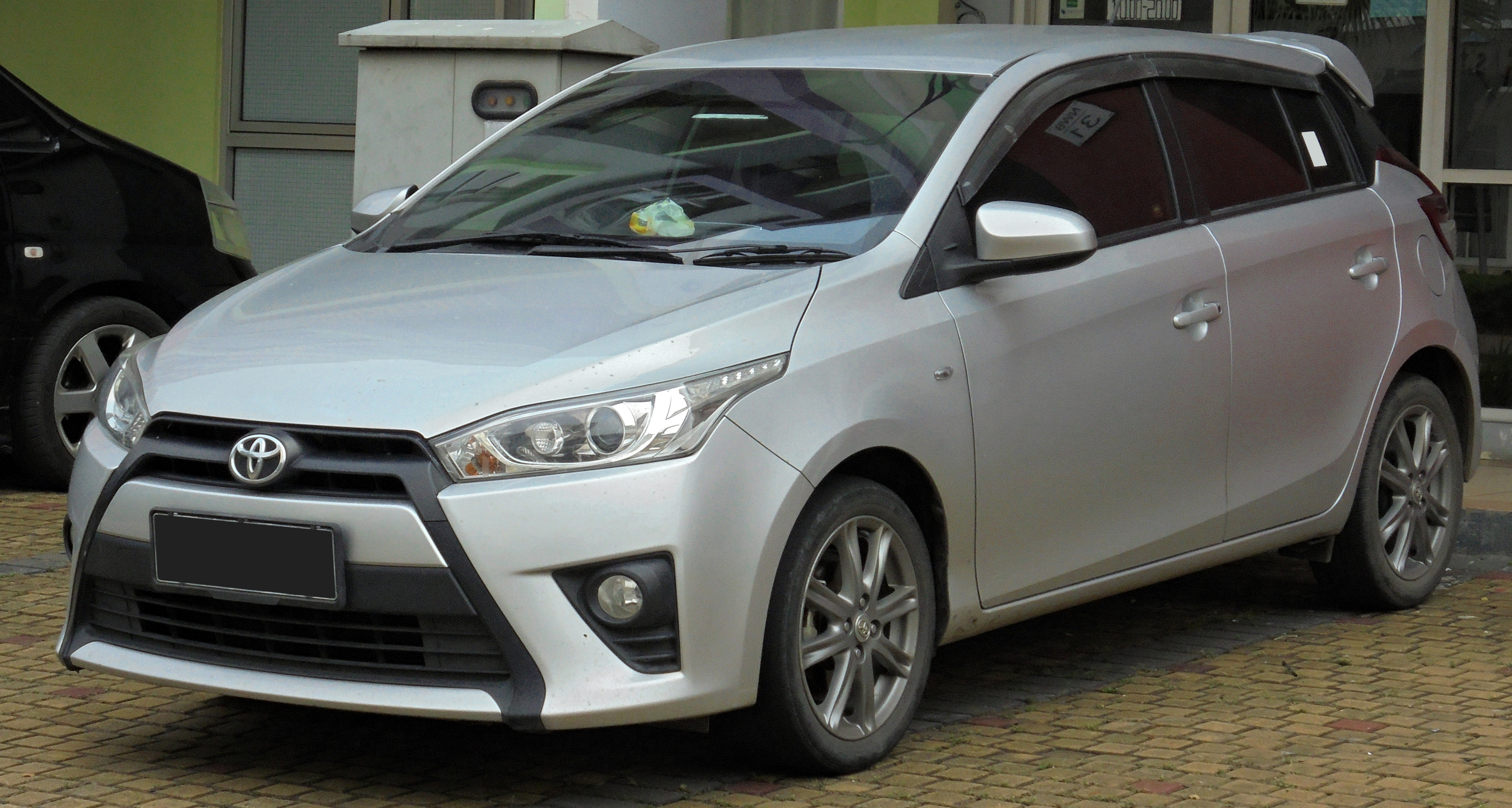
掀背版：大多數亞洲市場從2013年起；一些拉丁美洲和加勒比市場從2014年起；南非從2018年至2021年。
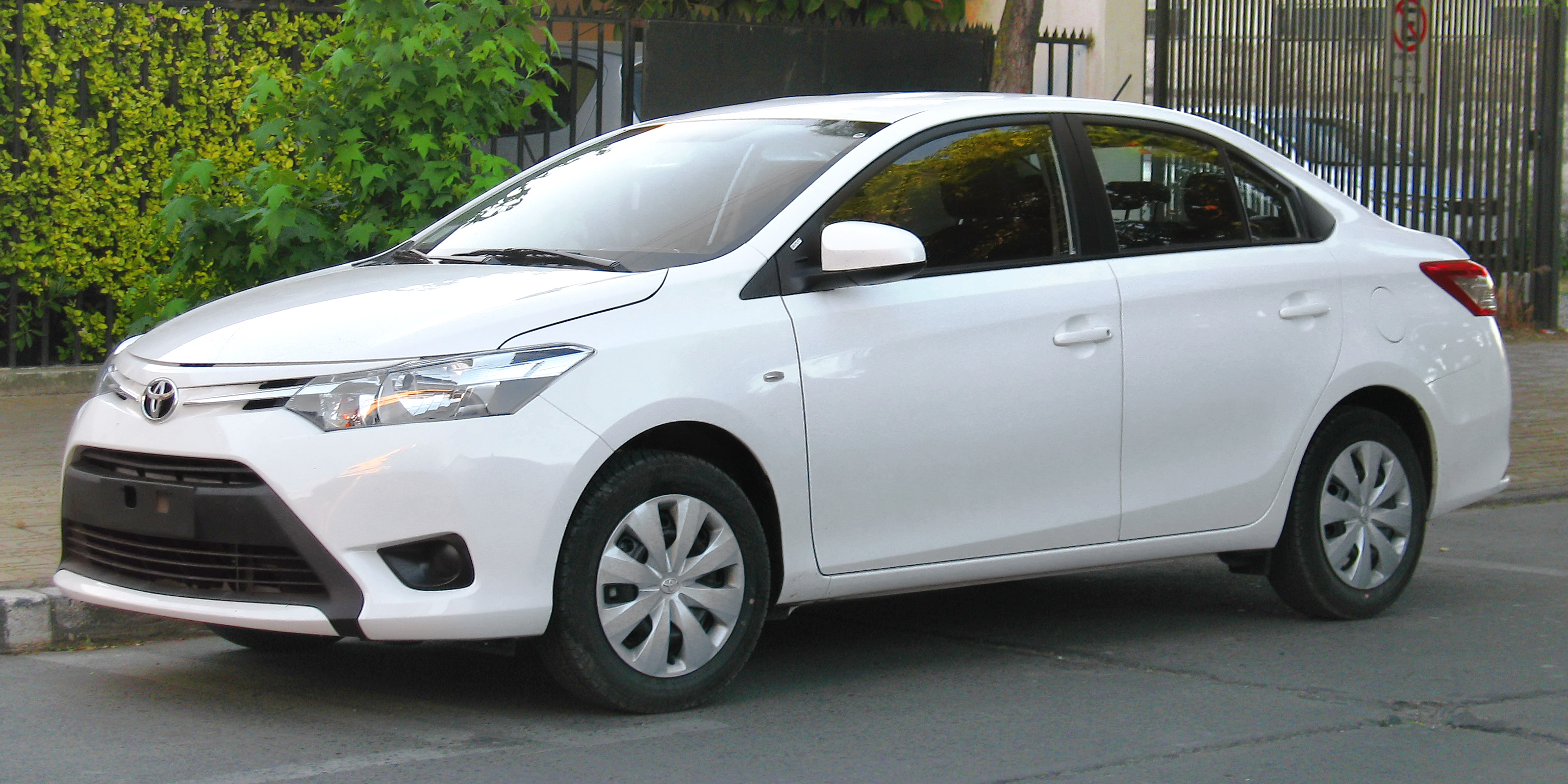
轎車版：大多數亞洲、拉丁美洲和加勒比市場從2013年起。

### 日歐規第三代（XP130，2010–2020）
本代具有出色的空氣動力學性能，Cd值為0.285，並實現了低油耗和高速行駛的穩定性。總長度大於上一代，尺寸幾乎與1994年至1999年生產的L50型Tercel 3門/ Corsa 3門/花冠2相同。
與第二代一樣，總宽度為1,695毫米在保持尺寸不變的情況下，最小轉彎半徑保持為4.5m（U版為4.7m，RS版為5.6m）。
日本仅供5门版。3门和5门在车身后部侧窗的设计有所不同。
前排座椅使用了具有高抓地力的新型骨架式座椅。后排座椅的长度也通过增加内部长度而增加，从而增加了脚部空间并提高了舒适度。
在内部，第一代和第二代使用的中央仪表被取消，并被传统的模拟仪表取代（F版和Jewela版无转速表）。本车是世界上首款在前门玻璃上使用高性能紫外线吸收玻璃的车款，可以阻挡99%的紫外线（F版没有装备）。
1.33L发动机是与大发共同开发的，采用Dual VVT-i的1NR-FE型。1.0L和1.5L车辆采用先前型号安装的发动机。
前轮驱动的车款配备有一个叫做Toyota Stop＆Start System的怠速熄火系统，该系统使用一个始终啮合的起动机马达和一个单向离合器来减少发动机的重新启动时间。实现了26.5 km/L的出色燃油经济性。
在欧洲规格中，在以前的型号之外还有1.4升D4D柴油涡轮发动机。
后车牌位置从第一和第二代的保险杠移至后门。和第二代Lactis一样，前雨刮器更改为单个雨刮器。
运动版Gs配备特别设计的保险杠，前格栅等。内部座椅带有“ G's”徽标，仪表板和门饰板是碳纤维装饰，踏板改为使用防滑橡胶铝制板。车身上增加了额外焊点和前增强撑杆，并在车身底部增加了空气动力学部件以优化空气动力学性能。独家调校悬架，高刚性和轻量化设计17英制铝制车轮和205 / 45R17轮胎（普利司通Potenza RE050A）。Gs仅有手动变速器可用。

#### 日本版本

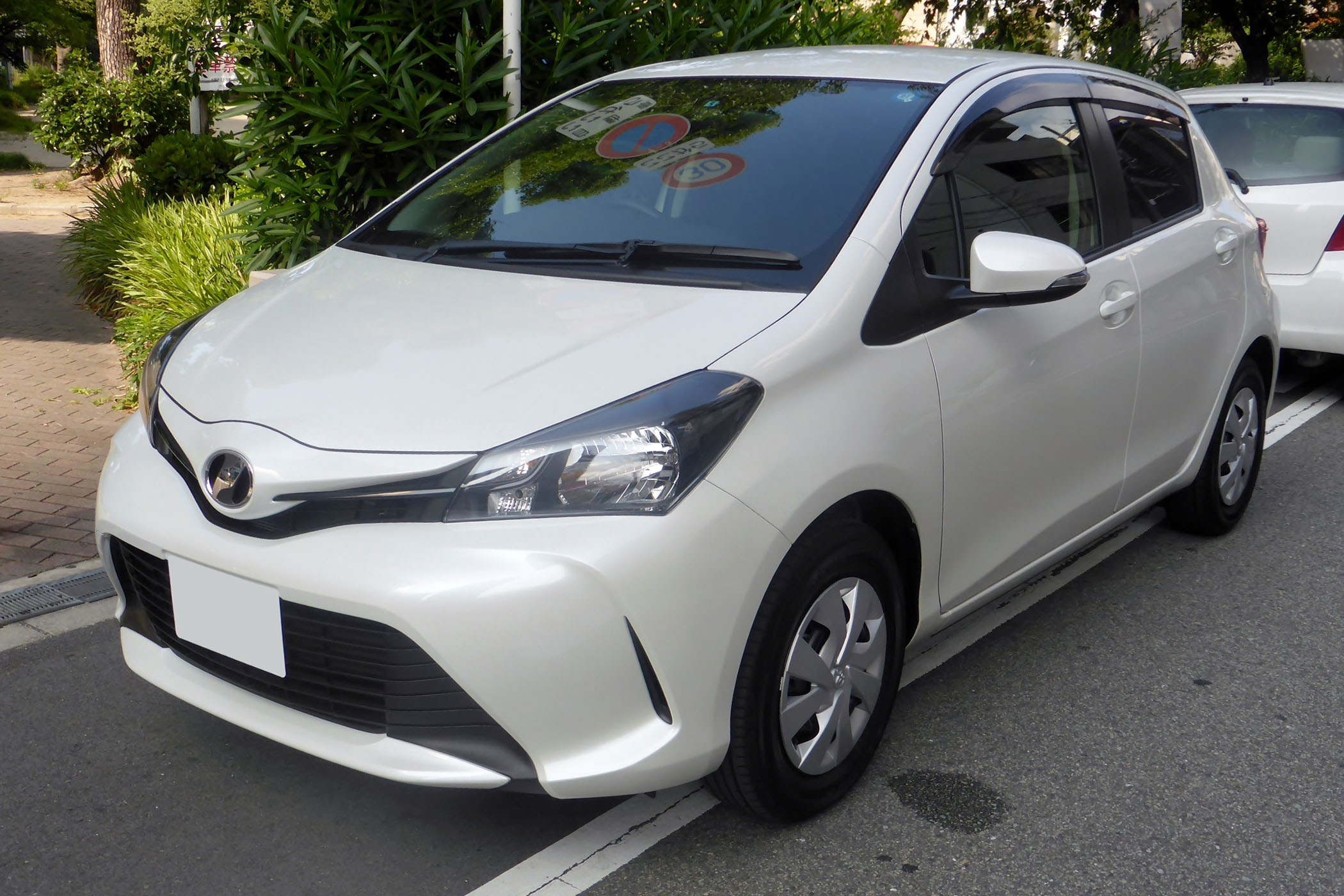
豐田Vitz "F級"（日本）

共有4个配置级别：入门的"F"级，更高的"U"级，标配真皮包裹的方向盘、换挡旋钮和加热座椅，提供了高品质和舒适性的标准配置，而 "RS "运动级则是专属设计的外观、专属运动座椅，并可选择7速运动型顺序换挡机带拨片式换挡器或5速手动。尽管第二代车型后半段标配的SRS侧气囊、帘式防护气囊等安全气囊被做成了全系车型的选装件，但价格却有所提升。尤其是1.5升车型的价格相比第二代车型有了大幅提升。
SMART STOP套件是所有1.3升前驱车型的标配。除RS手动挡车型外，所有1.0升和1.5升车型也都有新的配备。SRS侧安全气囊和帘式防护气囊仍作为出厂时的选装件，在所有级别的车型上都有。
在2017年1月的小改款中，运动级RS被降了下来，而1.5升版的U也随着混动车型的上市而被降了下来（即U现在是1.3升的专属级别）。 混动版车型与非混动版车型（汽油版车型）的级别体系相同，有 "HYBRID F"、"HYBRID Jewela "和 "HYBRID U "三款车型可供选择，而 "HYBRID U "则有 "运动型套装"。 在2010年12月销售的车型年和2014年4月的车型年后，非混合动力版的U型车也将提供 "运动型套装"，SRS侧气囊和帘式防护气囊将作为厂方选装件在所有级别的车型上提供。由于这些改进，手动挡车型在日本市场已经没有了，但在2017年9月，取代RS和RS "G "的GR SPORT和GR SPORT "GR "在8个月后首次更新了手动挡车型。

#### 北美版

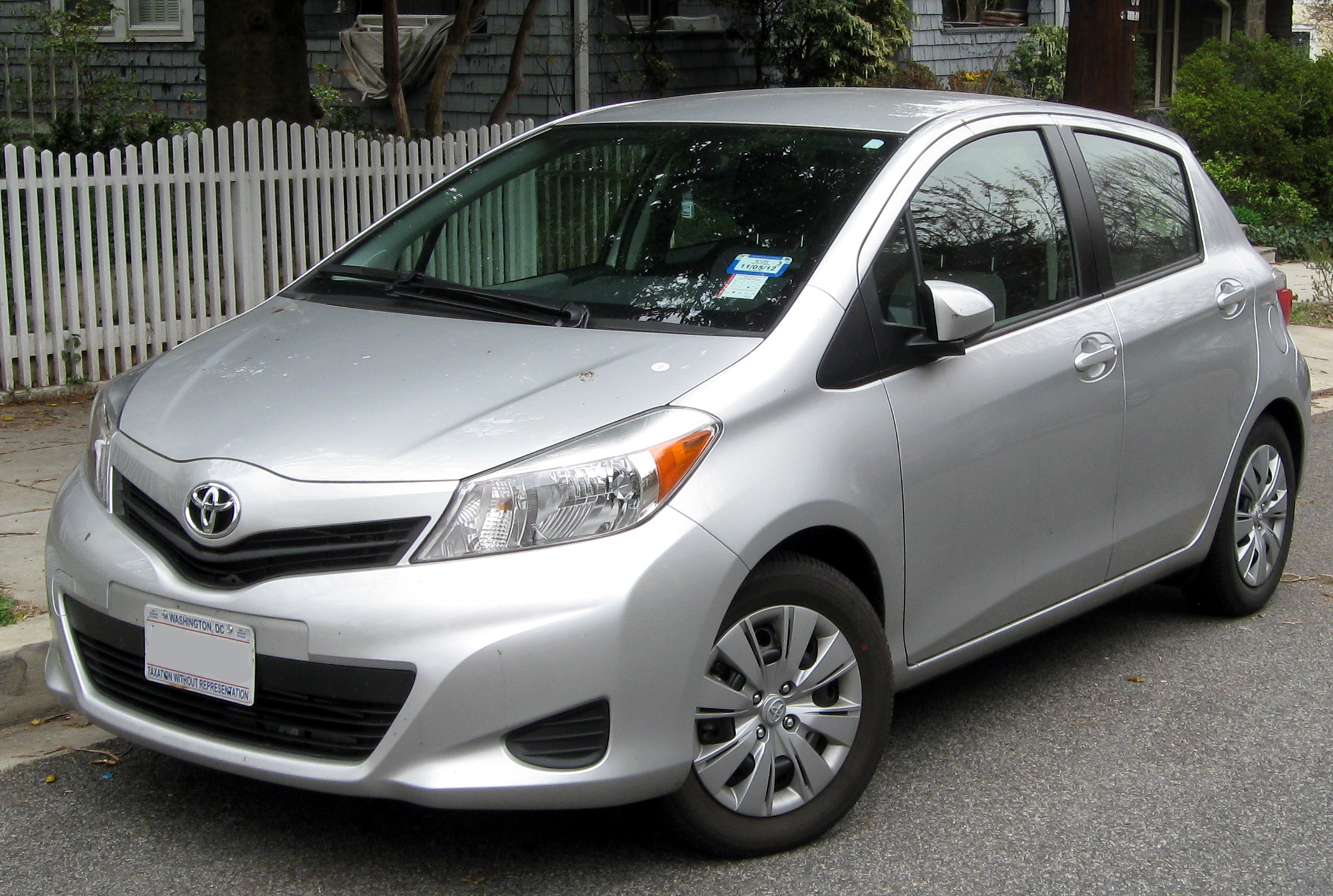
北美版

北美版与日版不同的是，它有两个版本，五门版和三门版。
只有1NZ-FE车型搭载的是1.5升的1NZ-FE发动机，其中入门级别是"L"（在加拿大为 "CE"）、中级的 "LE"（带定速巡航和无钥匙进入）、运动级是"SE"（带16英寸合金轮毂、四轮碟刹和运动型悬挂）。 除了驾驶员和前排乘客安全气囊、驾驶员和前排乘客侧气囊、气帘式安全气囊外，全系车型共标配了9个安全气囊（驾驶员和前排乘客座椅缓冲气囊、驾驶员膝部安全气囊、VSC&TRC、胎压警示灯等）。
四门轿车版的iA是马自达Demio（现在的Mazda 2）的代工车型，该车在马自达墨西哥工厂生产。2017年6月小幅改款。

#### 欧洲版

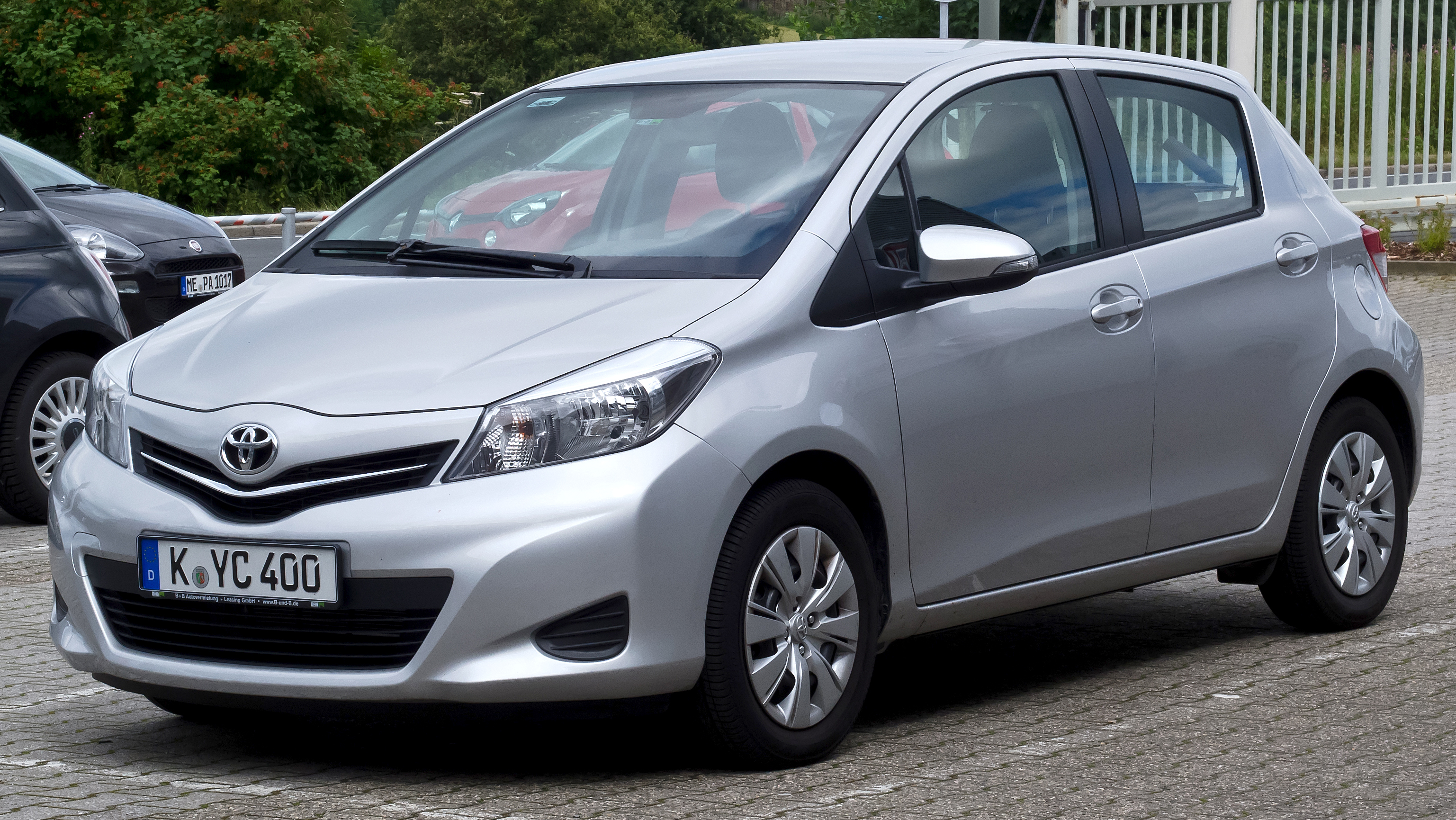
歐洲版

和北美版一样，有五门版和三门版。2012年6月推出的混动版（NHP130L）还配备了坡道起步辅助等系统。2017年3月小幅变动。设计上与日版车型相同，只是后雾灯的位置不同。

#### 英国版
英国有6个标准版本：

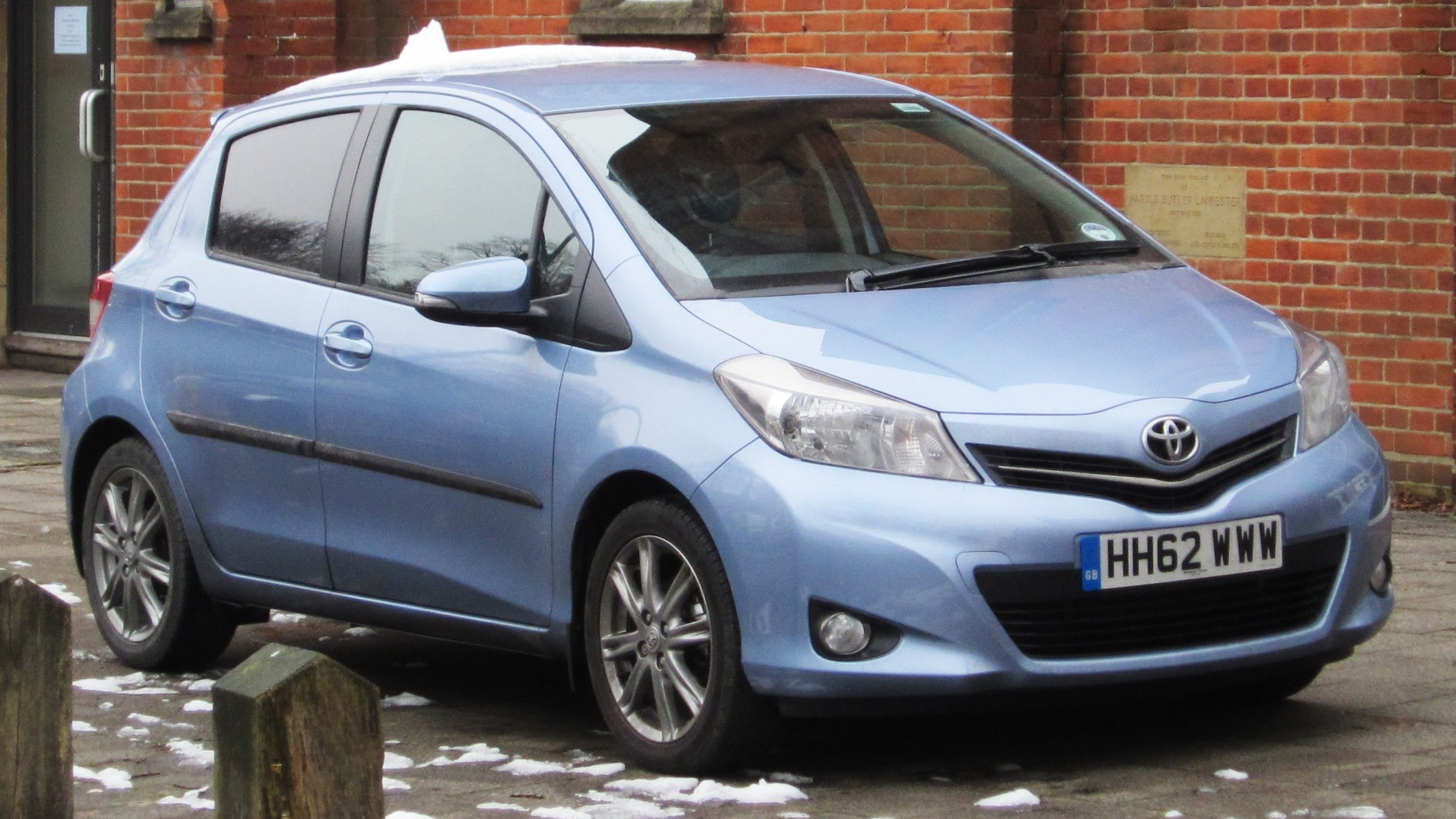
英國版

Active版车型配备了15英寸合金轮毂、蓝牙连接、USB接口、12V电源插座、空调，自后期起全系标配自动雨刷、预碰撞预警、车道偏离预警、自动远光灯。
Icon车款增加了Toyota Touch媒体系统，配备7英寸触摸屏、DAB收音机、15英寸合金轮毂、倒车影像、前雾灯、限速器、定速巡航，后期版本增加路标辅助。
Icon Tech增加了Touch & Go即车载导航和前驻车感应器。
Design版增加了黑色16英寸合金轮毂、彩色后玻璃、后扰流板。
Excel版增加了自动大灯、真皮/Alcantara座椅、气候控制。
Bi-tone版增加了双色车漆、LED前灯导光板、双色内饰、后排电动车窗。
选配有1.0L、1.33L和1.5L三款汽油引擎、1.4L D4D柴油引擎和混动引擎。2017年以后1.33L引擎不再发售。2020年起，新一代上市后Bi-tone版仍然在售。

### 亞太規第三代（XP150，2013–至今）

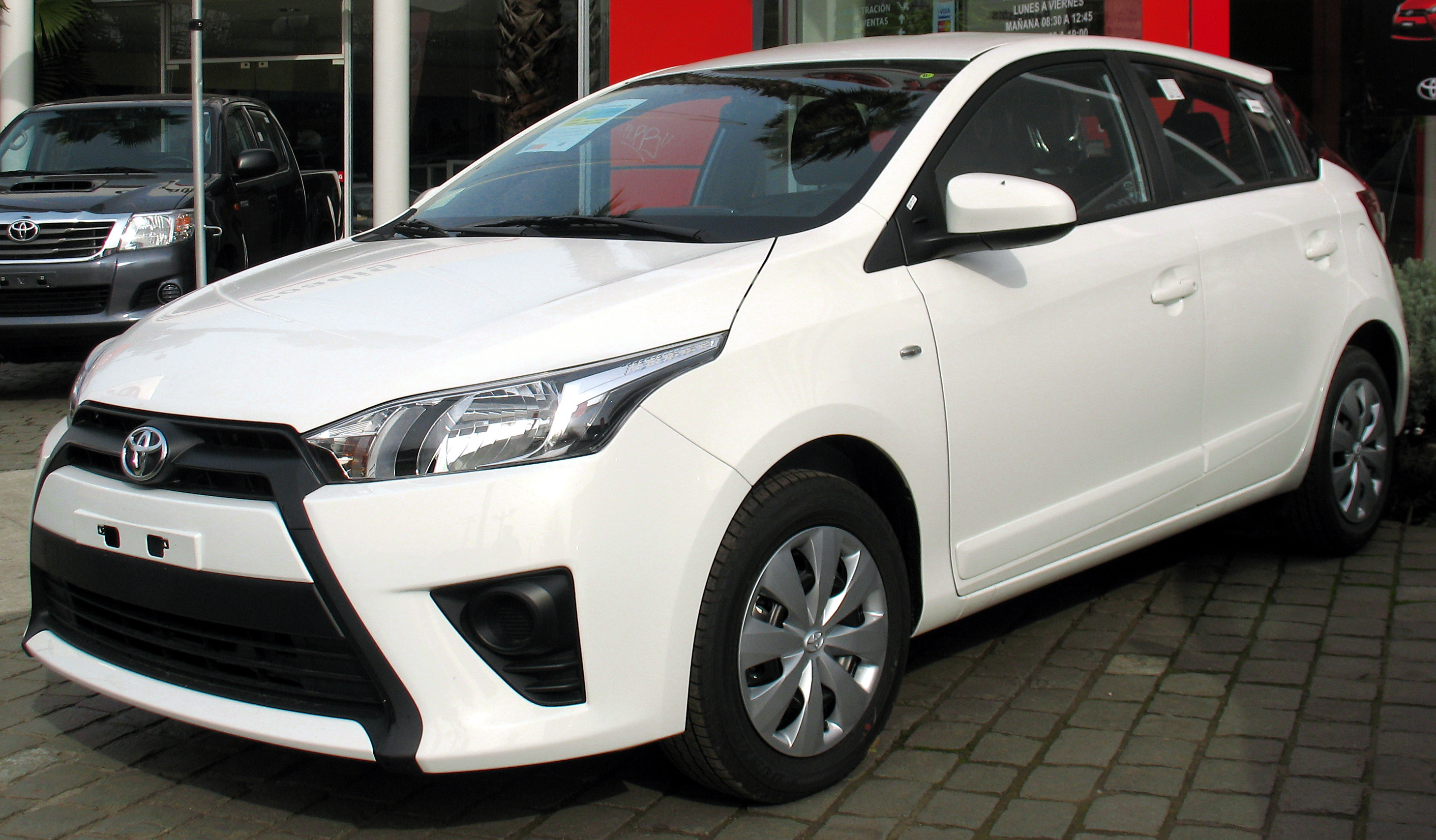
亞洲版第三代

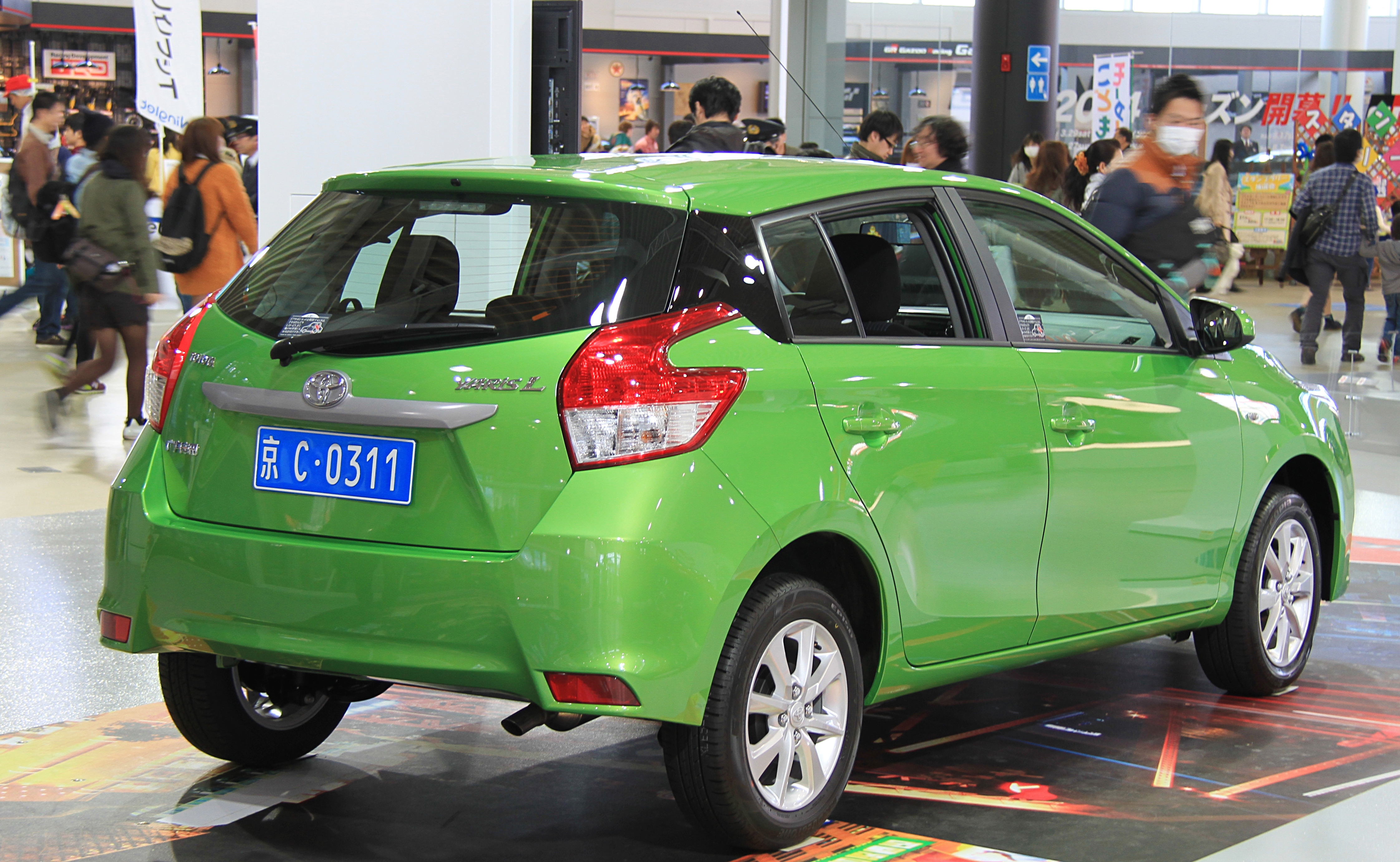
亞洲版第三代

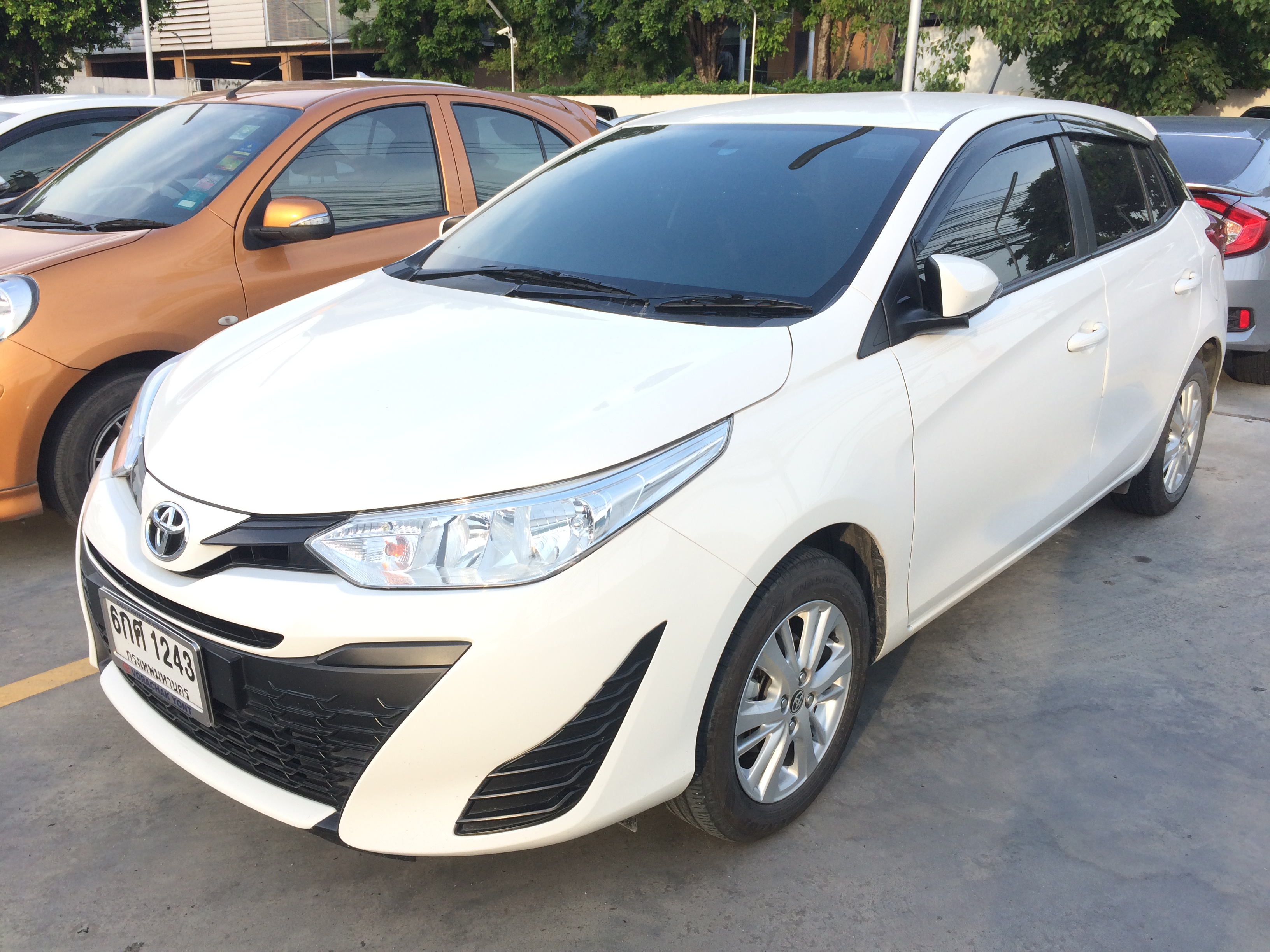
亞洲版第三代小改款

XP150整體長度x寬度x高度為4,115 x 1,700 x 1,475毫米，除高度外比日歐規大了一號；軸距為2,550毫米，較日歐規多了40毫米，是针对新興市场（亞洲、拉美、南非等）的改款车型。
最初於2013年10月22日在泰國以“ Yaris”發布，隨後在2013年11月在中國以“ Yaris L”發布，並在2014年8月在台灣以“ NEW Yaris”發布。为了被泰国政府指定为环保车，泰国版发动机排量只有1.2升。中国版和台版车型搭载1.5升1NZ-FE发动机只匹配4速自动变速箱，台版车型在2016年5月进行了升级，将四速自动变速箱换成了带7速手动模式的Super CVT-i。
在中國，第三代有掀背型號YARiS L 致炫，以及4門房車YARiS L 致享。2016年11月，广汽丰田公司在广州车展上宣布对掀背进行小改款，并增加了一款四门轿车版本。销售Yaris L的广汽丰田和销售Vios的一汽丰田，现在均提供掀背车和轿车形式。
2017年8月，泰国市场上增加了轿车型的雅力士ATIV（Creative）。 从2018年起，泰国等地区的Vios在中国以外的地区将逐步改变外观，与雅力士ATIV相似。 Vios搭载的是1.5升2NR-FBE发动机，而雅力士ATIV搭载的是1.2升3NR-FE发动机，定位更接近入门级车型。
2017年9月，Vios在泰国有了一个大的改款。 车身面板进行了大幅更新，外观上与上个月上市的ATIV相似。 此后，在台湾、印尼、南非、中东等国，它经历了一系列的小改，并出现了类似的面貌。
在2018年2月的德里车展上，印度丰田发布了Yaris轿车版。该车在卡纳塔克邦班加罗尔附近的班加罗尔市的丰田汽车公司(TKM)第二工厂在当地生产，并于5月上市销售。
2018年6月，丰田公司宣布将Yaris引进巴西。该车在圣保罗州的Sorocaba工厂进行本土化生产，掀背车于6月中旬上市，轿车于7月上市。
新款Yaris採用TOYOTA當前新世代家族風貌「Keen Look」設計語彙，4115×1700×1475mm的車身和2550mm軸距，新世代Yaris在尺碼上的比起前代還要增色不少（長+330mm、寬+5mm、高-35mm，軸距+90mm），而這樣的表現也讓新車由原先的迷你掀背車進化至小型掀背車的級距，論乘坐、論空間及動態表現相信都將比上一代車型還要來的優異許多。
在動力方面，1497cc、代號1NZ-FE的直列4缸汽油引擎，搭配i-Super 4速自排變速箱，具備109hp/6000rpm、14.4kgm/4200rpm的動力輸出，更獲得台湾能源效率評定1級、18.0km/L（美規FTP-75測試標準）的油耗成績，表現上也與前代的17.6km/L還要進步的多。
2023年，泰國小改款代號XP150的第3代New Yaris，車身尺碼4,171×1,730×1,500mm，軸距2,550mm，最小離地高度為135mm，迴轉半徑5.1m。動力單元為代號3NR-FKE的1.2升直列4缸VVT-iE自然進氣引擎，6,000轉輸出92匹馬力、4,400轉輸出11.1公斤米的扭力，配上CVT變速箱，平均油耗達到23.3km/L。

## 日欧規第四代（XP210，2020–至今）
面向日本和欧洲市场的第四代Yaris掀背车曾于2019年7月在德国纽博格林赛道进行了测试，它于2019年10月16日在日本和荷兰阿姆斯特丹同时亮相，基于TNGA-B平台打造 。它的开发由总工程师苏泽安盛和油電混合总工程师上原隆领导。该车于2020年2月10日在日本上市，而汽油四驱车型则计划于2020年4月开始销售，针对日本市场的等级为X、G和Z三种。
在日本市场，销量的大幅下滑促使丰田将Vitz改名为Yaris，以扩大中年客户群、利用Yaris在WRC的高知名度和丰田在日本销售网络的统一。
在这一代之前，Vitz是Netz商店经销商的专属车型，而新款的Yaris则被定位为泛用的小型车。
与之前基于Vitz雅力士车型不同，新一代的XP210系只有5门掀背式车身；3门车型只出现于GR版本上。

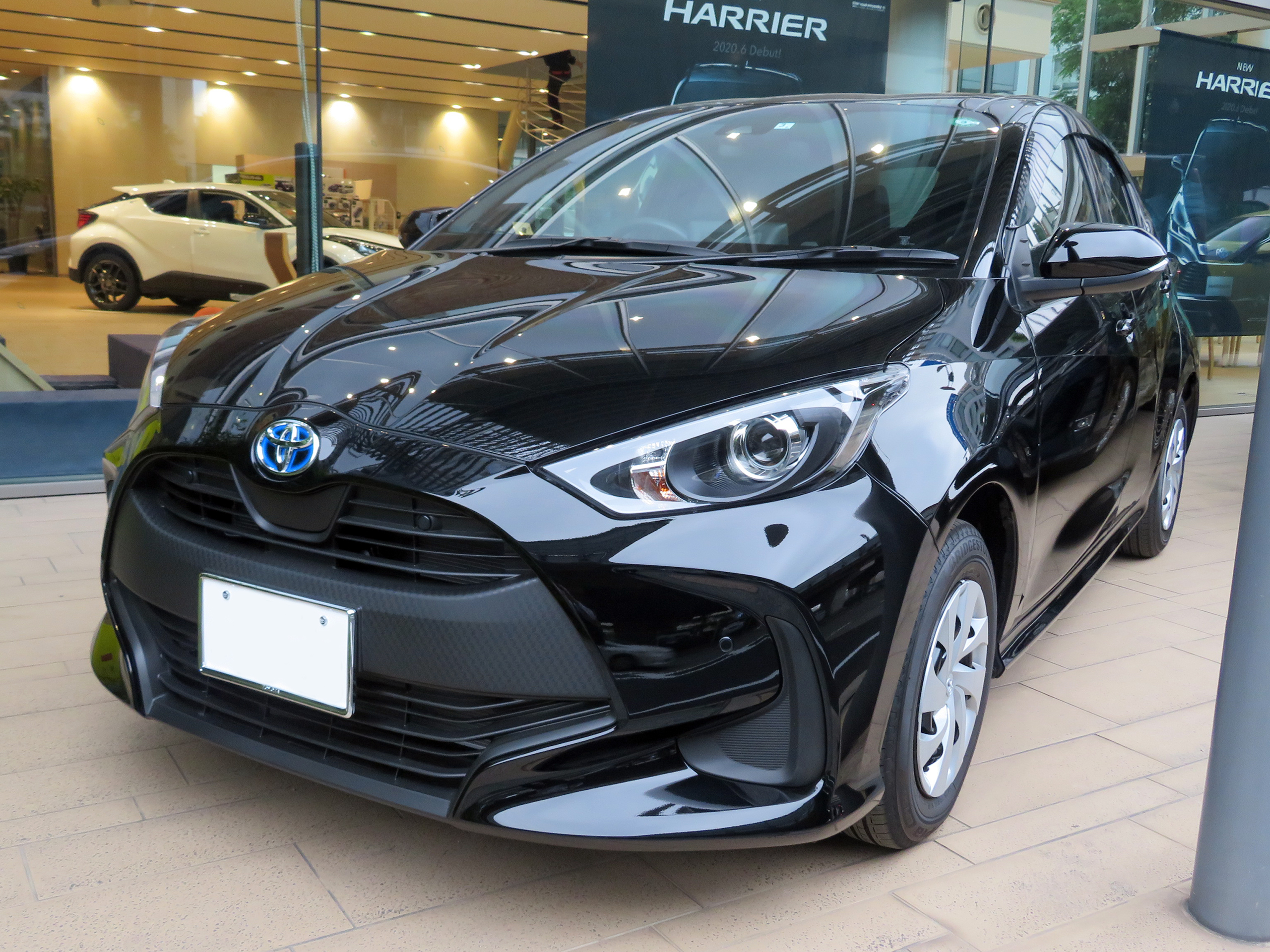
2020 Yaris 混动 G（MXPH10，日版）
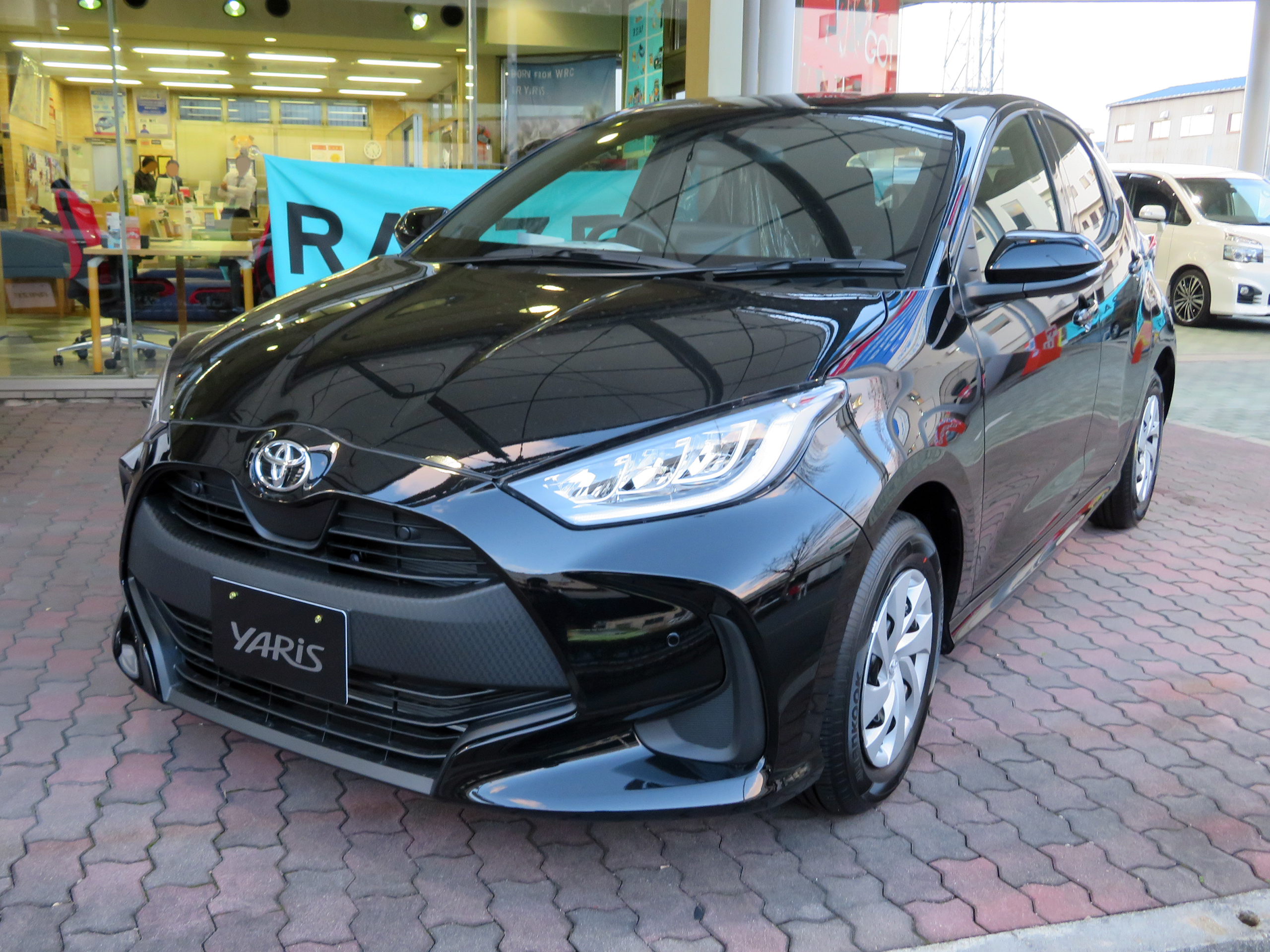
2020 Yaris G 1.5（MXPA10，日版）
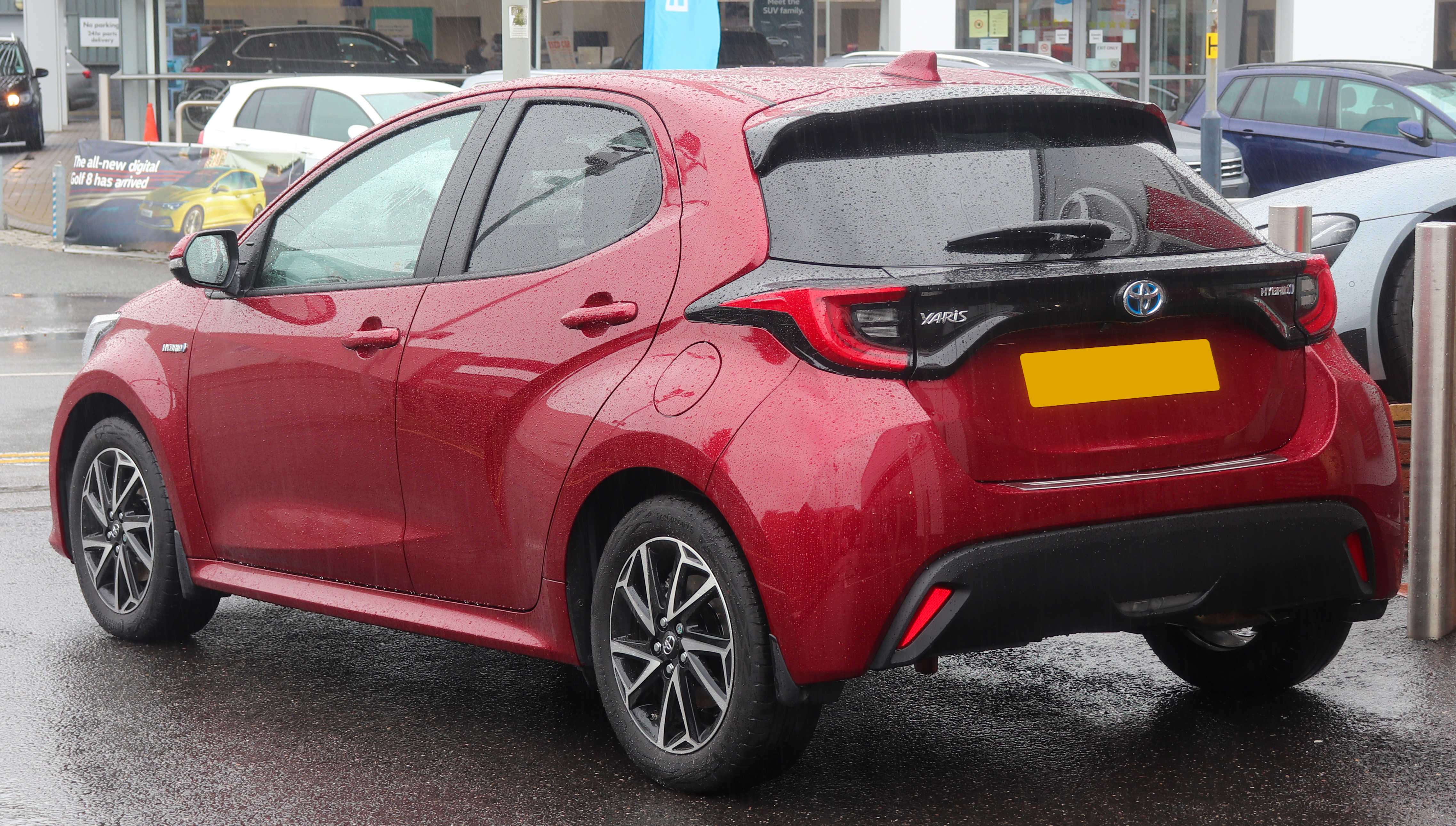
2020 Yaris Design（MXPH11，英国版）
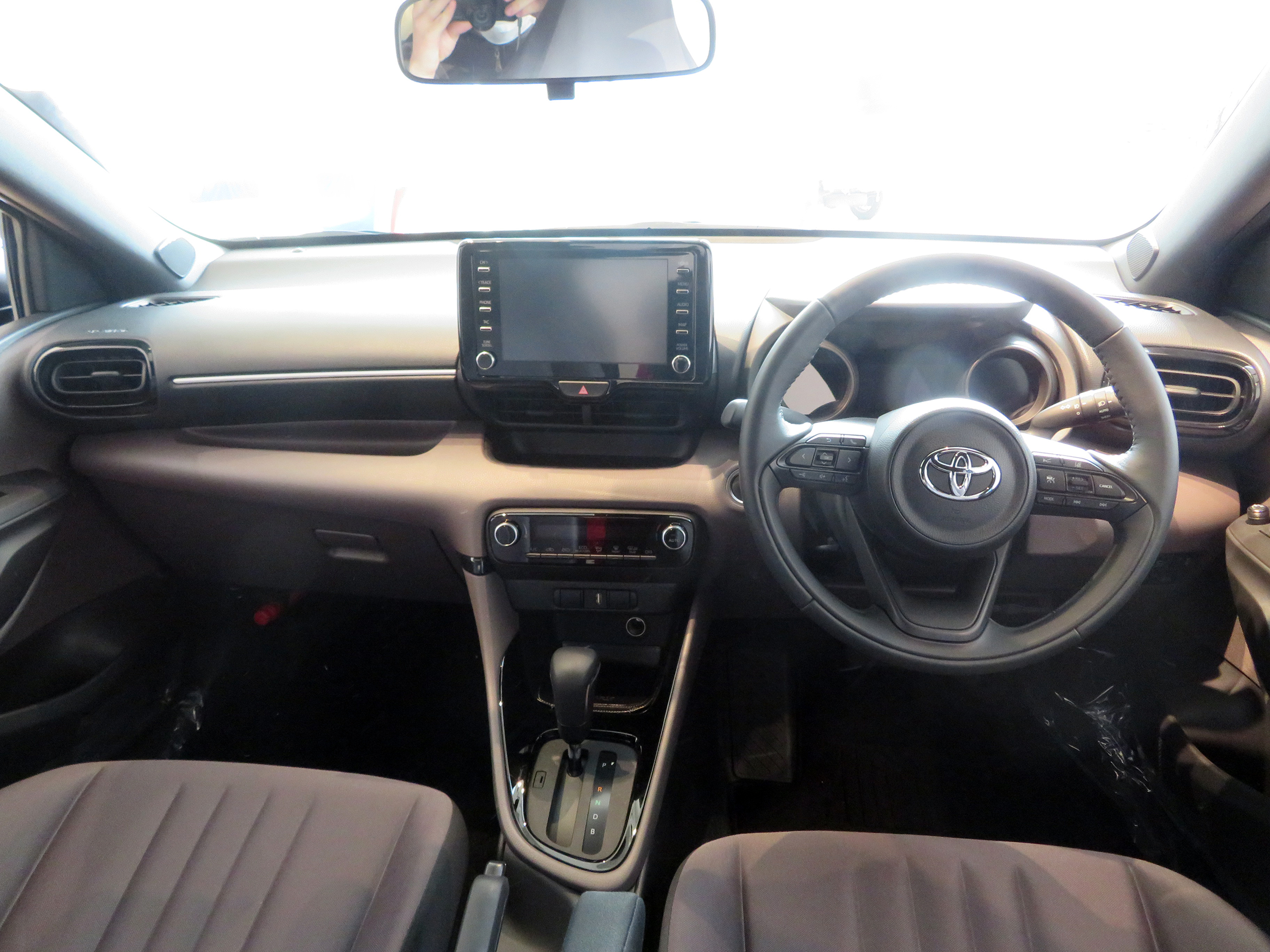
内裝

### 安全和奖项
在欧洲，丰田的第四代Yaris是第一款采用全新的正面偏移测试和移动渐进式可变形障碍物（MPDB）测试的远侧撞击伤害对策的汽车。
出色的设计和优秀的材料使用使得Yaris获得最高评级：
```
恭喜Yaris获得最高等级安全评价。对所有相关人员来说，这是艰难的一年，我很感谢欧洲NCAP的实验室和员工，他们努力工作，在保证安全的同时提供安全。我们不得不迅速适应新的工作方法，令人高兴的是，今年被评为的第一辆车应该在解决作为首要任务的安全问题方面走得很远。- Michiel van Ratingen（欧洲NCAP秘书长）。
```

第四代Yaris被评为2021年歐洲年度風雲車。 GR雅力士还被评为2021年英国年度汽车。

### GR Yaris（XP210）
GR（Gazoo Racing）Yaris是日欧規Yaris的性能版，使用TNGA平台中的GA-B和GA-C共組的底盘，与标准版Yaris共享一些GA-B平台部件。
继在日本和欧洲限量生产的Vitz/Yaris GRMN和在日本限量生产的Vitz GR之后，它在2020年东京汽车沙龙上首次亮相。
作为国际汽联世界拉力锦标赛的认证车型，丰田需要在连续12个月的生产中生产25,000辆或以上。 
它有2种引擎可供选择：由Gazoo车队製造的涡轮增压和直喷的1.6升G16E-GTS引擎，可产生192-200千瓦（257-268马力；261-272马力）和360-370N⋅m（266-273磅⋅英尺）的扭矩，以及普通Yaris车型中的标准1.5升88千瓦（118马力；120马力）M15A-FKS引擎。
后者只在日本的RS级上提供。
G16E-GTS发动机与6速V16系列智能手动變速箱（iMT）和GR-Four全时四轮驱动系统相匹配。0-100公里/小时（0-62英里/小时）的加速时间为5.2-5.5秒，电子限速最高速度为230公里/小时（143英里/小时）。以M15A-FKS为动力的RS变体仅与无级变速箱和前轮驱动系统相匹配。
与标准Yaris不同，GR Yaris只提供定制的三门掀背式车身。
它在元町工厂的 "GR工厂 "装配线上制造，并在日本、欧洲、澳洲、紐西蘭、南非、泰国、马来西亚、印尼、菲律宾、墨西哥和阿根廷销售。

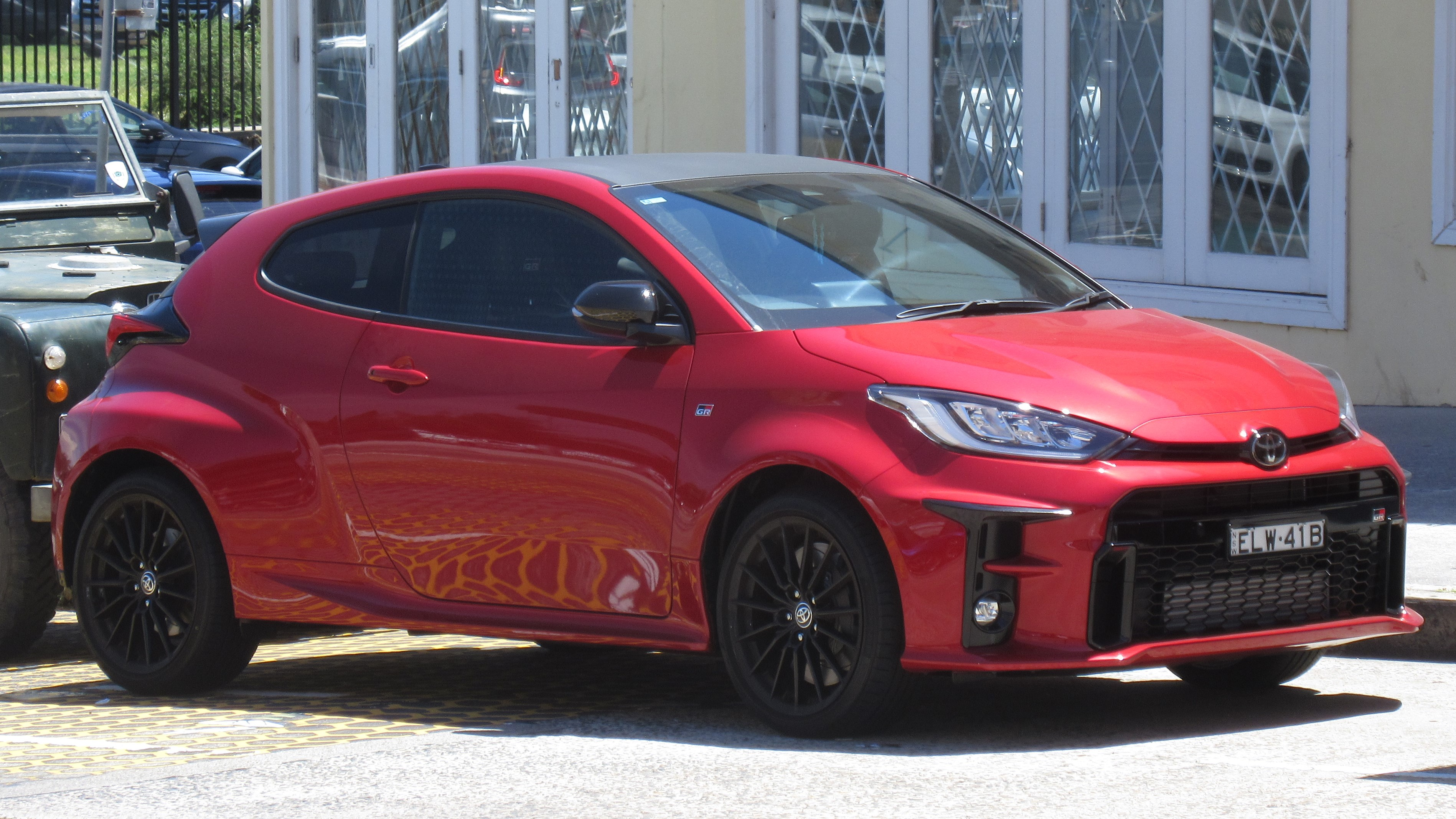
GR Yaris（GXPA16，澳版）
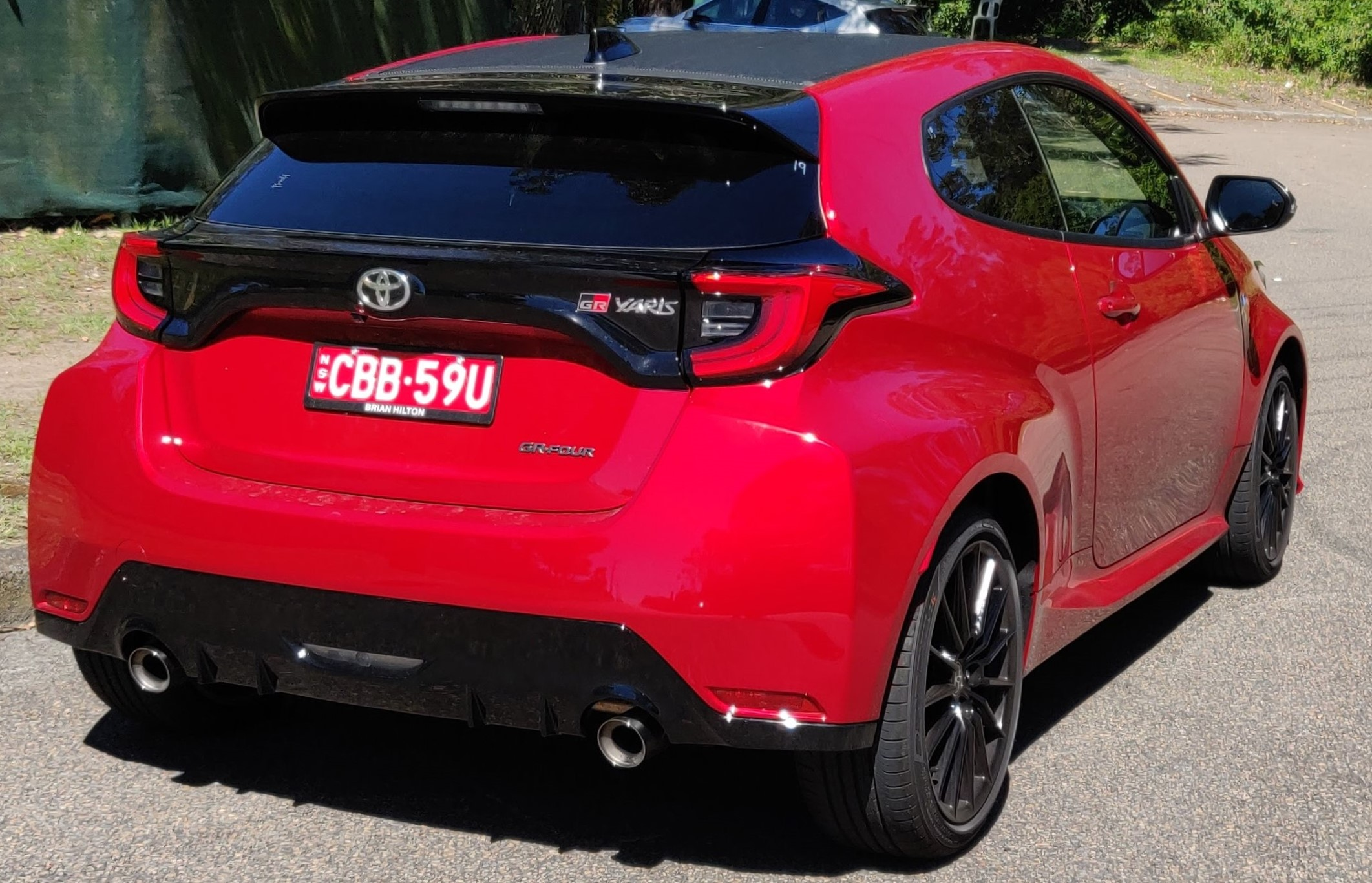
GR Yaris（GXPA16，澳版）
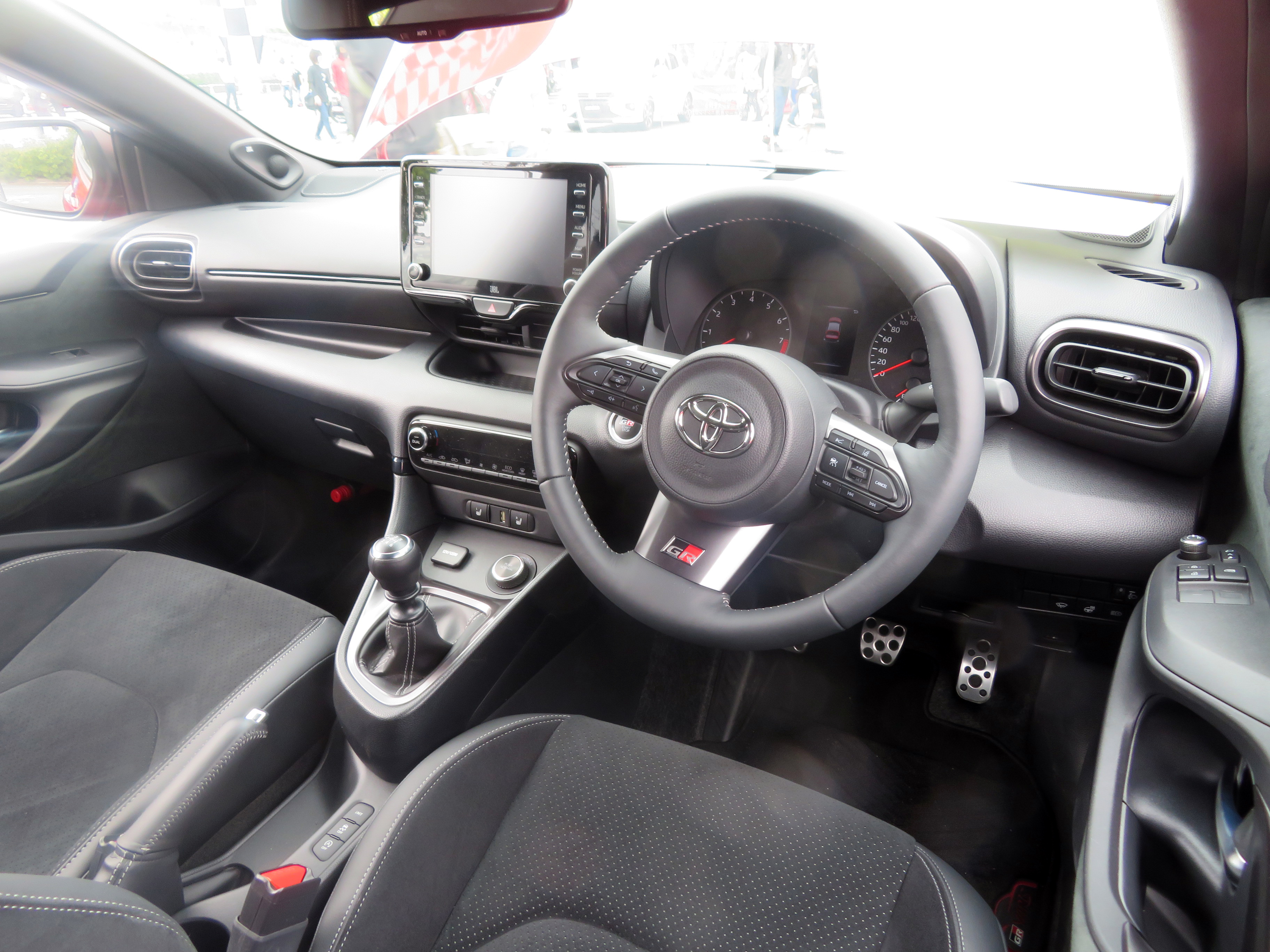
GR Yaris RZ interior（日版）
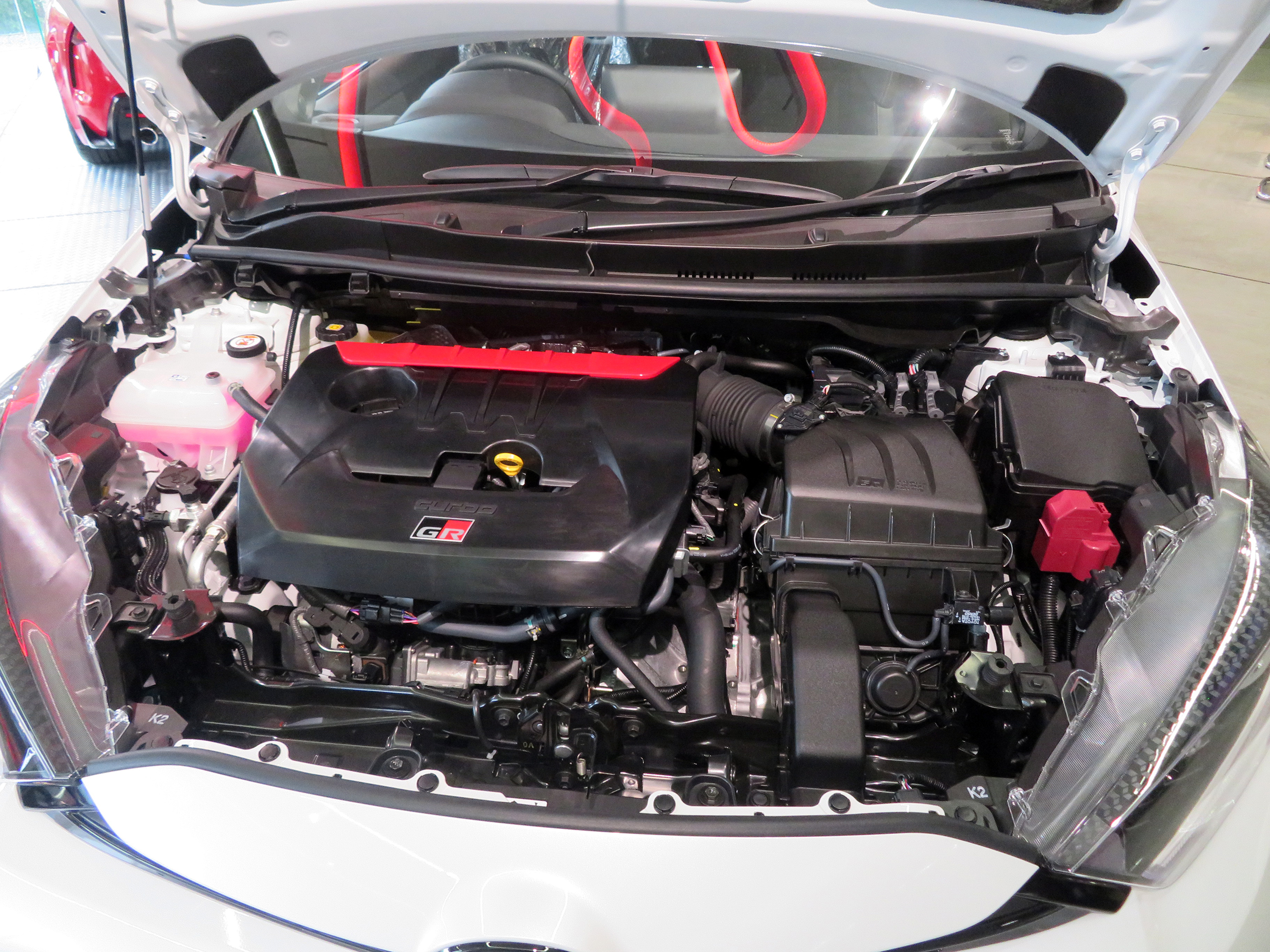
G16E-GTS 引擎，GR Yaris
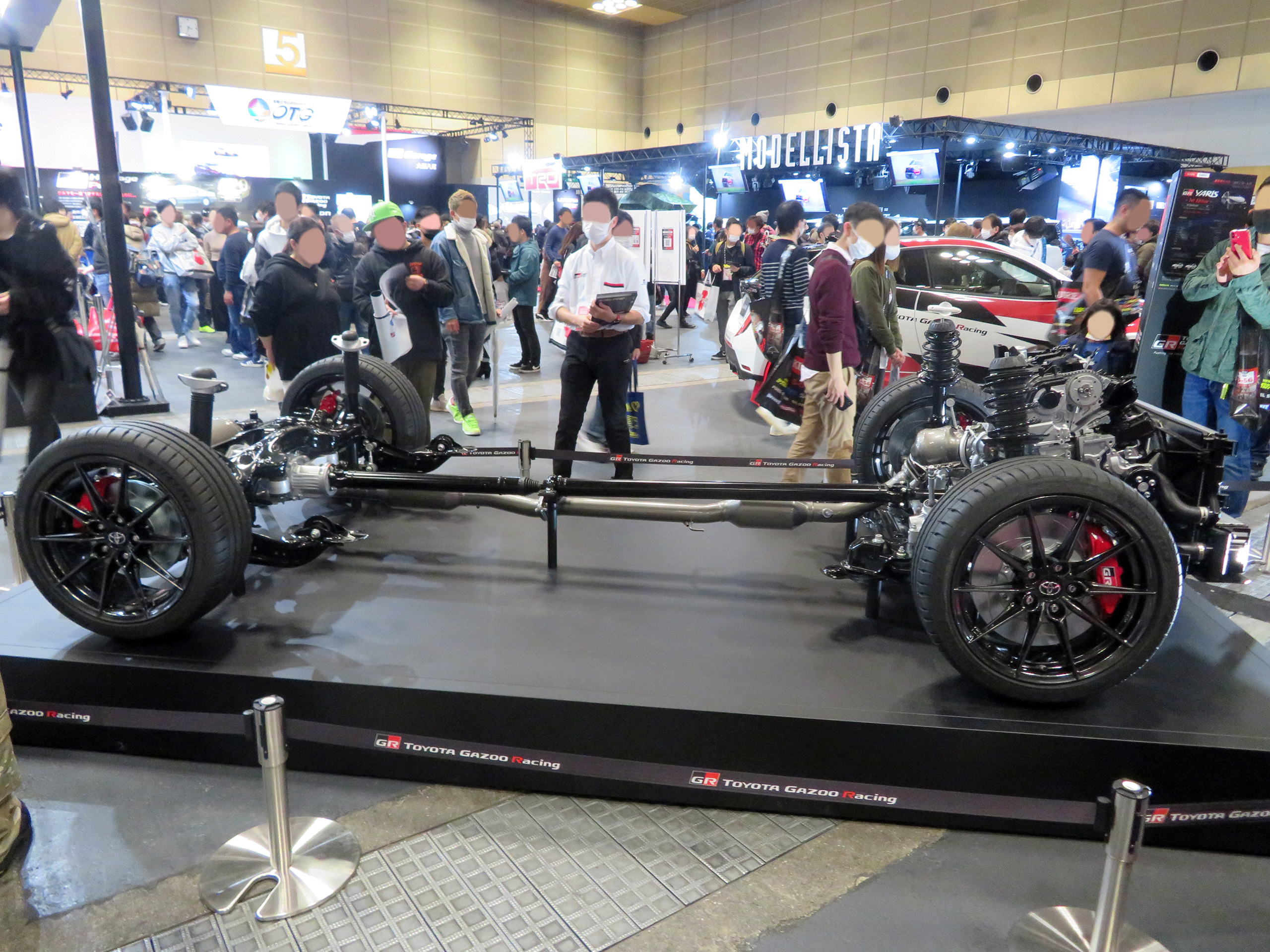
GR Yaris 1.6 的传动系统

## 其他版本

### Yaris Verso （XP10，1999年）

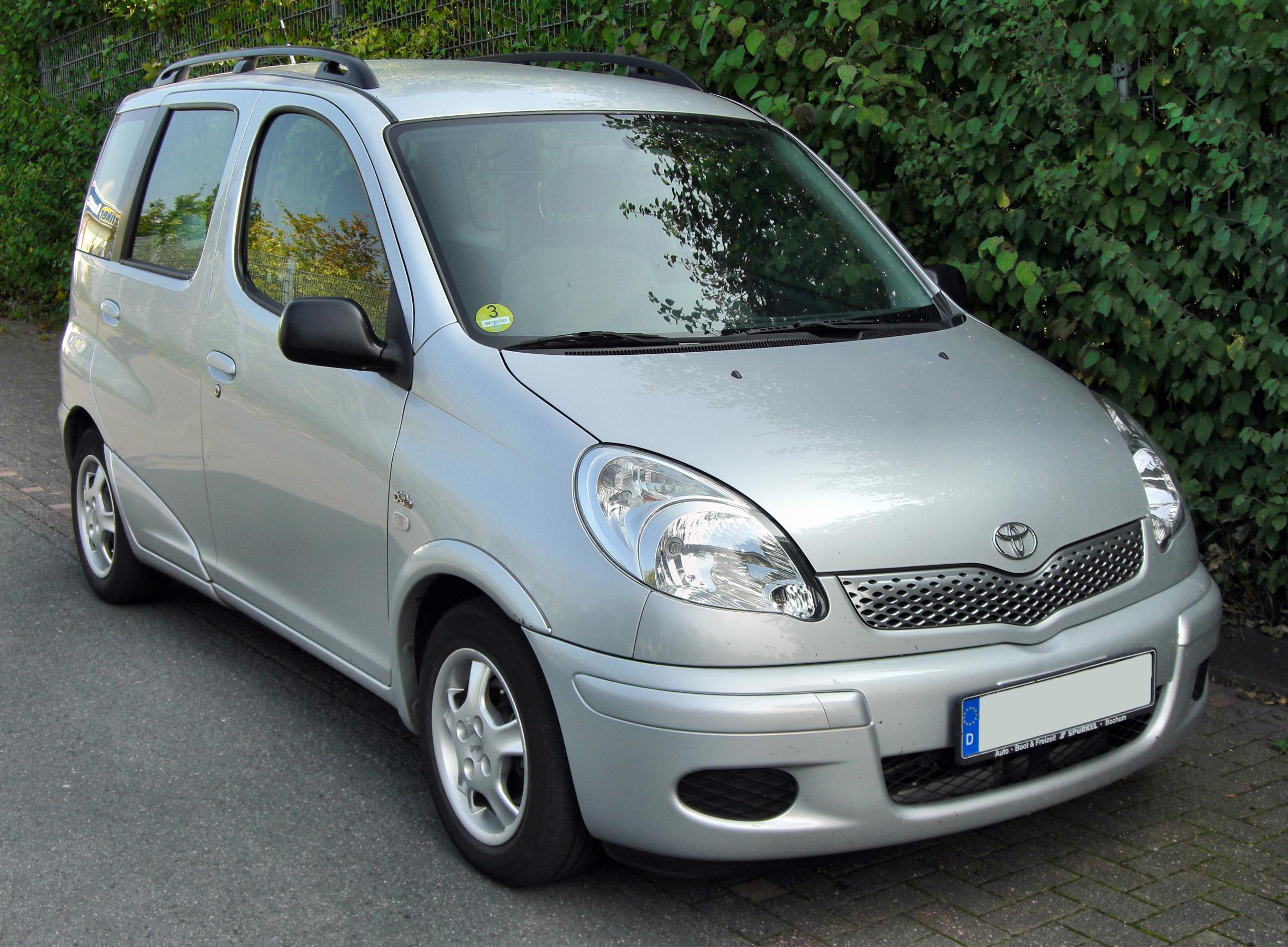
Yaris Verso

丰田于1999年推出过基于NBC平台XP10系Yaris的mini MPV车型丰田Yaris Verso。

### Scion iA和马自达2换标版（DJ，2015–2020年）

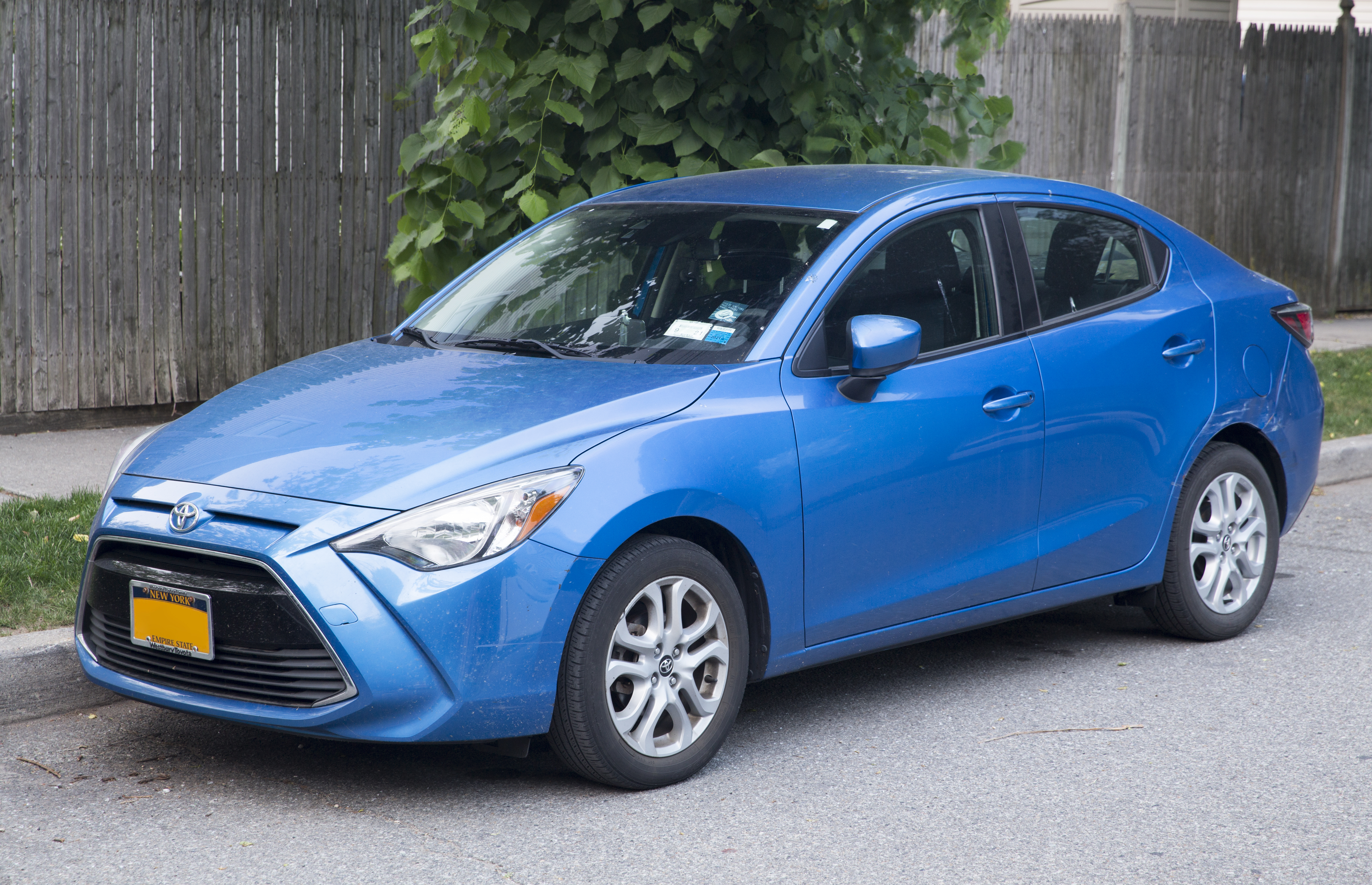
轎車版
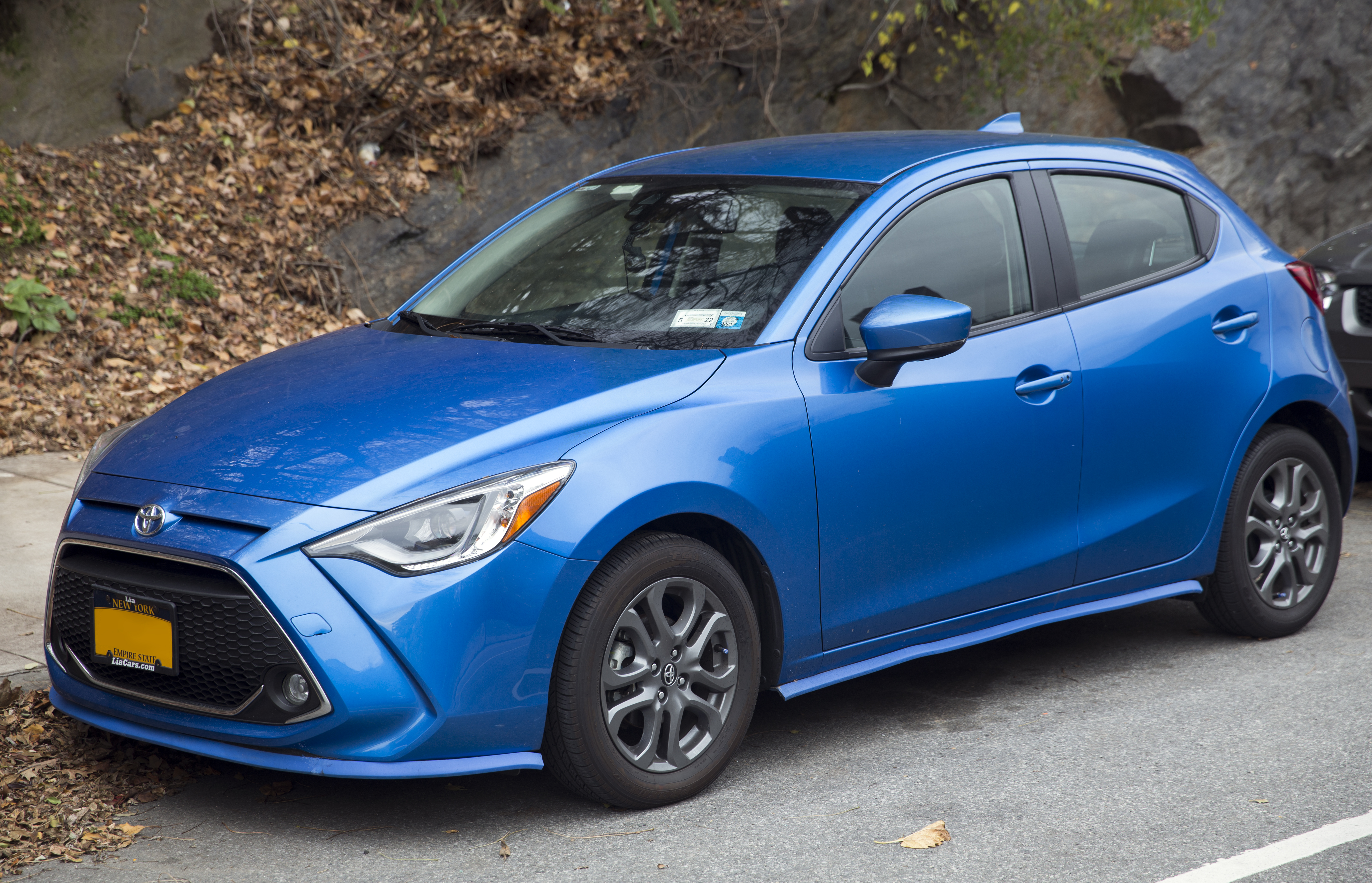
掀背版

2014年，马自达墨西哥在瓜纳华托的萨拉曼卡工厂开始生产Mazda2，面向多个北美和南美市场。在同年4月的2015年纽约国际车展上，该工厂宣布将为丰田生产一款Mazda2的版本，并在造型上做了一些小的改动，该车将在墨西哥以Yaris的名义销售，在美国以Scion iA的名号销售，而在加拿大则以Yaris轿车的名义销售。2015年7月，丰田确认该车将在墨西哥以Yaris R的形式销售。
Scion品牌在美国被淘汰后，该车在2016年8月起，在2017车型年更名为丰田Yaris iA，在2019年，该车在美国再次更名为Yaris轿车，接受了小改款，并在格栅内饰和内饰上进行了小改款。与之前的车型只提供外观颜色和6速手动和6速自动变速箱作为原厂选装件不同，美国和加拿大的2019款雅力士轿车均提供L、LE和XLE三个档次的内饰和外观选装件，种类更多。
一款基于马自达2打造的全新Yaris掀背式轿车（即换标加上前脸设计与Yaris轿车相似），在当年4月的2019纽约国际车展上首次亮相，并在美国和加拿大市场上取代了2020车型年度的XP130 Yaris Liftback。其官方图片于2019年4月1日曝光。美国和加拿大市场上的2020 Yaris掀背式轿车提供LE和XLE这2个车型。在美国，基于马自达2的Yaris掀背车于2019年10月开始销售。
由於銷售不佳，兩款基於Mazda2的Yaris車型均於2020年停售。

### 日歐規Yaris Cross（XP210，2020年–）
2020年，丰田推出了基于TNGA-B平台的Yaris跨界版XP210休旅車型，定名丰田Yaris Cross。

### Yaris Ativ（AC100，2022年–）
2022年，泰國首發以DNGA-B平台打造的Yaris Ativ（AC100），車長來到4,425mm×1,740mm×1,480mm，至於軸距部分則比上一代Yaris Ativ（XP150）多了70mm來到2,620mm。Yaris Ativ（AC100）動力系統泰國市場先行導入1.2L 3NR-FKE四缸引擎，具備雙VVT-iE技術下最大馬力為92hp/6,000rpm、最大扭矩109Nm/4,400rpm，搭配Super CVT-i變速箱。此款車型也以豐田Vios為名在其他地區販售，被視為Vios車系的第四代車型。

### 亞太規Yaris Cross（AC200，2023年–）
2023年，5月15日於印尼發表的丰田Yaris Cross休旅車型。採用大發DNGA平台開發，與上述日歐規XP210車型為完全不同的車款。總長4,310毫米，寬1,770毫米，高1,615毫米，軸距2,620毫米，較XP210型長130毫米。提供1.5升雙VVT-i四缸汽油和混合動力引擎選項。

## 全球召回
2012年10月10日，豐田宣佈全球召回743萬輛問題車，當中包括「Yaris」。 因为部分Yaris在低速行驶时，助力转向可能出现故障停摆造成转向手感沉重。

## 另見
- 豐田Vios：四門車款的小型轎車
- 豐田Prius c：油電複合動力的次紧凑型车

## 外部連結
- Yaris - Toyota Motor Corporation Official Global Website （页面存档备份，存于）